# Liste des monuments historiques de Malines/Partie 1
Cette page regroupe une partie des monuments classés de la ville belge de Malines.
| Objet                                                                                | Statut du classement? | Année de construction/architecte | Section communale | Adresse                      | Coordonnées                      | Numéro d'inventaire | Illustration                  |
| ------------------------------------------------------------------------------------ | --------------------- | -------------------------------- | ----------------- | ---------------------------- | -------------------------------- | ------------------- | ----------------------------- |
| (nl) Rustoord voor ouderlingen van 1931                                              |                       |                                  | Mechelen          | Antwerpsesteenweg 37         | 51° 02′ 31″ nord, 4° 28′ 14″ est | 1345                | Téléverser                    |
| (nl) Rustoord voor ouderlingen van 1931                                              |                       |                                  | Mechelen          | Antwerpsesteenweg 39         | 51° 02′ 31″ nord, 4° 28′ 14″ est | 1345                | Téléverser                    |
| (nl) Rustoord voor ouderlingen van 1931                                              |                       |                                  | Mechelen          | Antwerpsesteenweg 41         | 51° 02′ 31″ nord, 4° 28′ 14″ est | 1345                | Téléverser                    |
| (nl) Rustoord voor ouderlingen van 1931                                              |                       |                                  | Mechelen          | Antwerpsesteenweg 43         | 51° 02′ 31″ nord, 4° 28′ 14″ est | 1345                | Téléverser                    |
| (nl) Rustoord voor ouderlingen van 1931                                              |                       |                                  | Mechelen          | Antwerpsesteenweg 45         | 51° 02′ 31″ nord, 4° 28′ 14″ est | 1345                | Téléverser                    |
| (nl) Rustoord voor ouderlingen van 1931                                              |                       |                                  | Mechelen          | Antwerpsesteenweg 47         | 51° 02′ 31″ nord, 4° 28′ 14″ est | 1345                | Téléverser                    |
| (nl) Rustoord voor ouderlingen van 1931                                              |                       |                                  | Mechelen          | Antwerpsesteenweg 49         | 51° 02′ 31″ nord, 4° 28′ 14″ est | 1345                | Téléverser                    |
| (nl) Rustoord voor ouderlingen van 1931                                              |                       |                                  | Mechelen          | Antwerpsesteenweg 51         | 51° 02′ 31″ nord, 4° 28′ 14″ est | 1345                | Téléverser                    |
| (nl) Rustoord voor ouderlingen van 1931                                              |                       |                                  | Mechelen          | Antwerpsesteenweg 53         | 51° 02′ 31″ nord, 4° 28′ 14″ est | 1345                | Téléverser                    |
| (nl) Rustoord voor ouderlingen van 1931                                              |                       |                                  | Mechelen          | Antwerpsesteenweg 55         | 51° 02′ 31″ nord, 4° 28′ 14″ est | 1345                | Téléverser                    |
| (nl) Rustoord voor ouderlingen van 1931                                              |                       |                                  | Mechelen          | Antwerpsesteenweg 57         | 51° 02′ 31″ nord, 4° 28′ 14″ est | 1345                | Téléverser                    |
| (nl) Rustoord voor ouderlingen van 1931                                              |                       |                                  | Mechelen          | Antwerpsesteenweg 59         | 51° 02′ 31″ nord, 4° 28′ 14″ est | 1345                | Téléverser                    |
| (nl) Rustoord voor ouderlingen van 1931                                              |                       |                                  | Mechelen          | Antwerpsesteenweg 61         | 51° 02′ 31″ nord, 4° 28′ 14″ est | 1345                | Téléverser                    |
| (nl) Rustoord voor ouderlingen van 1931                                              |                       |                                  | Mechelen          | Antwerpsesteenweg 63         | 51° 02′ 31″ nord, 4° 28′ 14″ est | 1345                | Téléverser                    |
| (nl) Rustoord voor ouderlingen van 1931                                              |                       |                                  | Mechelen          | Antwerpsesteenweg 65         | 51° 02′ 31″ nord, 4° 28′ 14″ est | 1345                | Téléverser                    |
| (nl) Rustoord voor ouderlingen van 1931                                              |                       |                                  | Mechelen          | Antwerpsesteenweg 67         | 51° 02′ 31″ nord, 4° 28′ 14″ est | 1345                | Téléverser                    |
| (nl) Rustoord voor ouderlingen van 1931                                              |                       |                                  | Mechelen          | Antwerpsesteenweg 69         | 51° 02′ 31″ nord, 4° 28′ 14″ est | 1345                | Téléverser                    |
| (nl) Rustoord voor ouderlingen van 1931                                              |                       |                                  | Mechelen          | Antwerpsesteenweg 71         | 51° 02′ 31″ nord, 4° 28′ 14″ est | 1345                | Téléverser                    |
| (nl) Rustoord voor ouderlingen van 1931                                              |                       |                                  | Mechelen          | Antwerpsesteenweg 73         | 51° 02′ 31″ nord, 4° 28′ 14″ est | 1345                | Téléverser                    |
| (nl) Rustoord voor ouderlingen van 1931                                              |                       |                                  | Mechelen          | Antwerpsesteenweg 75         | 51° 02′ 31″ nord, 4° 28′ 14″ est | 1345                | Téléverser                    |
| (nl) Rustoord voor ouderlingen van 1931                                              |                       |                                  | Mechelen          | Antwerpsesteenweg 77         | 51° 02′ 31″ nord, 4° 28′ 14″ est | 1345                | Téléverser                    |
| (nl) Rustoord voor ouderlingen van 1931                                              |                       |                                  | Mechelen          | Antwerpsesteenweg 79         | 51° 02′ 31″ nord, 4° 28′ 14″ est | 1345                | Téléverser                    |
| (nl) Rustoord voor ouderlingen van 1931                                              |                       |                                  | Mechelen          | Antwerpsesteenweg 81         | 51° 02′ 31″ nord, 4° 28′ 14″ est | 1345                | Téléverser                    |
| (nl) Rustoord voor ouderlingen van 1931                                              |                       |                                  | Mechelen          | Antwerpsesteenweg 83         | 51° 02′ 31″ nord, 4° 28′ 14″ est | 1345                | Téléverser                    |
| (nl) Rustoord voor ouderlingen van 1931                                              |                       |                                  | Mechelen          | Antwerpsesteenweg 85         | 51° 02′ 31″ nord, 4° 28′ 14″ est | 1345                | Téléverser                    |
| (nl) Rustoord voor ouderlingen van 1931                                              |                       |                                  | Mechelen          | Antwerpsesteenweg 87         | 51° 02′ 31″ nord, 4° 28′ 14″ est | 1345                | Téléverser                    |
| (nl) Rustoord voor ouderlingen van 1931                                              |                       |                                  | Mechelen          | Antwerpsesteenweg 89         | 51° 02′ 31″ nord, 4° 28′ 14″ est | 1345                | Téléverser                    |
| (nl) Rustoord voor ouderlingen van 1931                                              |                       |                                  | Mechelen          | Antwerpsesteenweg 91         | 51° 02′ 31″ nord, 4° 28′ 14″ est | 1345                | Téléverser                    |
| (nl) Rustoord voor ouderlingen van 1931                                              |                       |                                  | Mechelen          | Antwerpsesteenweg 93         | 51° 02′ 31″ nord, 4° 28′ 14″ est | 1345                | Téléverser                    |
| (nl) Rustoord voor ouderlingen van 1931                                              |                       |                                  | Mechelen          | Antwerpsesteenweg 95         | 51° 02′ 31″ nord, 4° 28′ 14″ est | 1345                | Téléverser                    |
| (nl) Kasteel en domein Tivoli, of Hof van Scheppers, of het Goed van Van Diepenbeeck | Oui                   |                                  | Mechelen          | Antwerpsesteenweg            | 51° 02′ 47″ nord, 4° 28′ 17″ est | 1346                | Téléverser                    |
| (nl) Kasteel en domein Tivoli, of Hof van Scheppers, of het Goed van Van Diepenbeeck | Oui                   |                                  | Mechelen          | Antwerpsesteenweg 92         | 51° 02′ 47″ nord, 4° 28′ 17″ est | 1346                | Téléverser                    |
| (nl) Kasteel en domein Tivoli, of Hof van Scheppers, of het Goed van Van Diepenbeeck | Oui                   |                                  | Mechelen          | Antwerpsesteenweg 96         | 51° 02′ 47″ nord, 4° 28′ 17″ est | 1346                | Téléverser                    |
| (nl) Parochiekerk Heilig Kruis                                                       |                       |                                  | Mechelen          | Antwerpsesteenweg            | 51° 02′ 37″ nord, 4° 28′ 10″ est | 1347                | Téléverser                    |
| (nl) Provinciaal Instituut Tuinbouwonderwijs                                         | Oui                   |                                  | Mechelen          | Antwerpsesteenweg            | 51° 02′ 38″ nord, 4° 28′ 07″ est | 1348                | Téléverser                    |
| (nl) Hoeve Chalet                                                                    |                       |                                  | Mechelen          | Antwerpsesteenweg 285        | 51° 03′ 44″ nord, 4° 27′ 32″ est | 1349                | Téléverser                    |
| (nl) Groepsbebouwing van zes enkelhuizen                                             |                       |                                  | Mechelen          | Arendonckstraat 21           | 51° 02′ 11″ nord, 4° 28′ 49″ est | 1350                | Téléverser                    |
| (nl) Groepsbebouwing van zes enkelhuizen                                             |                       |                                  | Mechelen          | Arendonckstraat 23           | 51° 02′ 11″ nord, 4° 28′ 49″ est | 1350                | Téléverser                    |
| (nl) Groepsbebouwing van zes enkelhuizen                                             |                       |                                  | Mechelen          | Arendonckstraat 25           | 51° 02′ 11″ nord, 4° 28′ 49″ est | 1350                | Téléverser                    |
| (nl) Groepsbebouwing van zes enkelhuizen                                             |                       |                                  | Mechelen          | Arendonckstraat 27           | 51° 02′ 11″ nord, 4° 28′ 49″ est | 1350                | Téléverser                    |
| (nl) Groepsbebouwing van zes enkelhuizen                                             |                       |                                  | Mechelen          | Arendonckstraat 29           | 51° 02′ 11″ nord, 4° 28′ 49″ est | 1350                | Téléverser                    |
| (nl) Groepsbebouwing van zes enkelhuizen                                             |                       |                                  | Mechelen          | Arendonckstraat 31           | 51° 02′ 11″ nord, 4° 28′ 49″ est | 1350                | Téléverser                    |
| (nl) Twee appartementen naar ontwerp van J. Schaerlaken                              |                       |                                  | Mechelen          | Auwegemstraat 10             | 51° 01′ 37″ nord, 4° 27′ 56″ est | 1352                | Téléverser                    |
| (nl) Twee appartementen naar ontwerp van J. Schaerlaken                              |                       |                                  | Mechelen          | Auwegemstraat 12             | 51° 01′ 37″ nord, 4° 27′ 56″ est | 1352                | Téléverser                    |
| (nl) Twee appartementen naar ontwerp van J. Schaerlaken                              |                       |                                  | Mechelen          | Auwegemstraat 14             | 51° 01′ 37″ nord, 4° 27′ 56″ est | 1352                | Téléverser                    |
| (nl) Twee appartementen naar ontwerp van J. Schaerlaken                              |                       |                                  | Mechelen          | Auwegemstraat 8              | 51° 01′ 37″ nord, 4° 27′ 56″ est | 1352                | Téléverser                    |
| (nl) Café Auwegem                                                                    | Oui                   |                                  | Mechelen          | Auwegemstraat 36             | 51° 01′ 35″ nord, 4° 27′ 55″ est | 1353                | Téléverser                    |
| (nl) Rijhuis in Nieuwe Zakelijkheid                                                  | Oui                   |                                  | Mechelen          | Auwegemvaart 7               | 51° 01′ 19″ nord, 4° 28′ 18″ est | 1354                | Téléverser                    |
| (nl) Hoekhuis en negen burgerhuizen in eclectische stijl                             | Oui                   |                                  | Mechelen          | Auwegemvaart 10              | 51° 01′ 19″ nord, 4° 28′ 17″ est | 1355                | Téléverser                    |
| (nl) Hoekhuis en negen burgerhuizen in eclectische stijl                             | Oui                   |                                  | Mechelen          | Auwegemvaart 11              | 51° 01′ 19″ nord, 4° 28′ 17″ est | 1355                | Téléverser                    |
| (nl) Hoekhuis en negen burgerhuizen in eclectische stijl                             | Oui                   |                                  | Mechelen          | Auwegemvaart 12              | 51° 01′ 19″ nord, 4° 28′ 17″ est | 1355                | Téléverser                    |
| (nl) Hoekhuis en negen burgerhuizen in eclectische stijl                             | Oui                   |                                  | Mechelen          | Auwegemvaart 13              | 51° 01′ 19″ nord, 4° 28′ 17″ est | 1355                | Téléverser                    |
| (nl) Hoekhuis en negen burgerhuizen in eclectische stijl                             | Oui                   |                                  | Mechelen          | Auwegemvaart 14              | 51° 01′ 19″ nord, 4° 28′ 17″ est | 1355                | Téléverser                    |
| (nl) Hoekhuis en negen burgerhuizen in eclectische stijl                             | Oui                   |                                  | Mechelen          | Auwegemvaart 15              | 51° 01′ 19″ nord, 4° 28′ 17″ est | 1355                | Téléverser                    |
| (nl) Hoekhuis en negen burgerhuizen in eclectische stijl                             | Oui                   |                                  | Mechelen          | Auwegemvaart 8               | 51° 01′ 19″ nord, 4° 28′ 17″ est | 1355                | Téléverser                    |
| (nl) Hoekhuis en negen burgerhuizen in eclectische stijl                             | Oui                   |                                  | Mechelen          | Auwegemvaart 9               | 51° 01′ 19″ nord, 4° 28′ 17″ est | 1355                | Téléverser                    |
| (nl) Hoekhuis en negen burgerhuizen in eclectische stijl                             | Oui                   |                                  | Mechelen          | Vekestraat 27                | 51° 01′ 19″ nord, 4° 28′ 17″ est | 1355                | Téléverser                    |
| (nl) Clubhuis van de Koninklijke Canoclub Mechelen                                   | Oui                   |                                  | Mechelen          | Auwegemvaart 56              | 51° 01′ 35″ nord, 4° 27′ 55″ est | 1356                | Téléverser                    |
| (nl) Tweegezinswoning                                                                | Oui                   |                                  | Mechelen          | Auwegemvaart 58              | 51° 01′ 35″ nord, 4° 27′ 54″ est | 1357                | Téléverser                    |
| (nl) Tweegezinswoning                                                                | Oui                   |                                  | Mechelen          | Auwegemvaart 59              | 51° 01′ 35″ nord, 4° 27′ 54″ est | 1357                | Téléverser                    |
| (nl) Drie tweegezinswoningen in Nieuwe Zakelijkheid                                  | Oui                   |                                  | Mechelen          | Auwegemvaart 64              | 51° 01′ 38″ nord, 4° 27′ 52″ est | 1358                | Téléverser                    |
| (nl) Drie tweegezinswoningen in Nieuwe Zakelijkheid                                  | Oui                   |                                  | Mechelen          | Auwegemvaart 65              | 51° 01′ 38″ nord, 4° 27′ 52″ est | 1358                | Téléverser                    |
| (nl) Drie tweegezinswoningen in Nieuwe Zakelijkheid                                  | Oui                   |                                  | Mechelen          | Auwegemvaart 67              | 51° 01′ 38″ nord, 4° 27′ 52″ est | 1358                | Téléverser                    |
| (nl) Drie tweegezinswoningen in Nieuwe Zakelijkheid                                  | Oui                   |                                  | Mechelen          | Auwegemvaart 68              | 51° 01′ 38″ nord, 4° 27′ 52″ est | 1358                | Téléverser                    |
| (nl) Drie tweegezinswoningen in Nieuwe Zakelijkheid                                  | Oui                   |                                  | Mechelen          | Auwegemvaart 71              | 51° 01′ 38″ nord, 4° 27′ 52″ est | 1358                | Téléverser                    |
| (nl) Drie tweegezinswoningen in Nieuwe Zakelijkheid                                  | Oui                   |                                  | Mechelen          | Auwegemvaart 72              | 51° 01′ 38″ nord, 4° 27′ 52″ est | 1358                | Téléverser                    |
| (nl) Eengezinswoning in Nieuwe Zakelijkheid                                          | Oui                   |                                  | Mechelen          | Auwegemvaart 70              | 51° 01′ 37″ nord, 4° 27′ 52″ est | 1359                | Téléverser                    |
| (nl) Twee eengezinswoningen Contryn en Van Hoogenbemt                                | Oui                   |                                  | Mechelen          | Auwegemvaart 83              | 51° 01′ 40″ nord, 4° 27′ 46″ est | 1360                | Téléverser                    |
| (nl) Twee eengezinswoningen Contryn en Van Hoogenbemt                                | Oui                   |                                  | Mechelen          | Koolstraat 102               | 51° 01′ 40″ nord, 4° 27′ 46″ est | 1360                | Téléverser                    |
| (nl) Vrijstaande tweegezinswoning                                                    |                       |                                  | Mechelen          | Auwegemvaart 106             | 51° 01′ 47″ nord, 4° 27′ 38″ est | 1361                | Téléverser                    |
| (nl) Vrijstaande tweegezinswoning                                                    |                       |                                  | Mechelen          | Auwegemvaart 107             | 51° 01′ 47″ nord, 4° 27′ 38″ est | 1361                | Téléverser                    |
| (nl) Villa in cottagestijl                                                           |                       |                                  | Mechelen          | Auwegemvaart 167             | 51° 02′ 03″ nord, 4° 27′ 13″ est | 1362                | Téléverser                    |
| (nl) Sluiswachtershuis                                                               | Oui                   |                                  | Mechelen          | Auwegemvaart 191             | 51° 02′ 19″ nord, 4° 26′ 47″ est | 1363                | Téléverser                    |
| (nl) Woning Torenhof                                                                 |                       |                                  | Mechelen          | Bakelaarstraat 33            | 51° 01′ 53″ nord, 4° 29′ 18″ est | 1364                | Téléverser                    |
| (nl) Eenvoudige woningen, enkelhuizen                                                |                       |                                  | Mechelen          | Bakelaarstraat 21            | 51° 01′ 54″ nord, 4° 29′ 20″ est | 1365                | Téléverser                    |
| (nl) Eenvoudige woningen, enkelhuizen                                                |                       |                                  | Mechelen          | Bakelaarstraat 30            | 51° 01′ 54″ nord, 4° 29′ 20″ est | 1365                | Téléverser                    |
| (nl) Eenvoudige woningen, enkelhuizen                                                |                       |                                  | Mechelen          | Bakelaarstraat 45            | 51° 01′ 54″ nord, 4° 29′ 20″ est | 1365                | Téléverser                    |
| (nl) Eenvoudige woningen, enkelhuizen                                                |                       |                                  | Mechelen          | Bakelaarstraat 56            | 51° 01′ 54″ nord, 4° 29′ 20″ est | 1365                | Téléverser                    |
| (nl) Eenvoudige woningen, enkelhuizen                                                |                       |                                  | Mechelen          | Bakelaarstraat 76            | 51° 01′ 54″ nord, 4° 29′ 20″ est | 1365                | Téléverser                    |
| (nl) Eenvoudige woningen, enkelhuizen                                                |                       |                                  | Mechelen          | Bakelaarstraat 78            | 51° 01′ 54″ nord, 4° 29′ 20″ est | 1365                | Téléverser                    |
| (nl) Duiventil                                                                       |                       |                                  | Mechelen          | Baron Eduard Empainlaan 16   | 51° 02′ 36″ nord, 4° 26′ 31″ est | 1366                | Téléverser                    |
| (nl) Villa Woning Botte                                                              |                       |                                  | Mechelen          | Baron Eduard Empainlaan 108  | 51° 03′ 03″ nord, 4° 26′ 16″ est | 1367                | Téléverser                    |
| (nl) Bijgebouwen kasteel Empain (voormalige)                                         |                       |                                  | Mechelen          | Battelse Bergen 16           | 51° 02′ 36″ nord, 4° 26′ 34″ est | 1368                | Téléverser                    |
| (nl) Bijgebouwen kasteel Empain (voormalige)                                         |                       |                                  | Mechelen          | Battelse Bergen 37           | 51° 02′ 36″ nord, 4° 26′ 34″ est | 1368                | Téléverser                    |
| (nl) Dorpsschool in eclectische stijl (voormalige)                                   |                       |                                  | Mechelen          | Battelse Bergen 26           | 51° 02′ 33″ nord, 4° 26′ 36″ est | 1370                | Téléverser                    |
| (nl) Bankgebouw                                                                      |                       |                                  | Mechelen          | Battelsesteenweg 2           | 51° 01′ 43″ nord, 4° 28′ 11″ est | 1371                | Téléverser                    |
| (nl) Twee burgerhuizen                                                               |                       |                                  | Mechelen          | Battelsesteenweg 36          | 51° 01′ 44″ nord, 4° 28′ 08″ est | 1372                | Téléverser                    |
| (nl) Twee burgerhuizen                                                               |                       |                                  | Mechelen          | Battelsesteenweg 38          | 51° 01′ 44″ nord, 4° 28′ 08″ est | 1372                | Téléverser                    |
| (nl) Twee burgerhuizen                                                               |                       |                                  | Mechelen          | Battelsesteenweg 40          | 51° 01′ 44″ nord, 4° 28′ 08″ est | 1372                | Téléverser                    |
| (nl) Eenvoudig woning, enkelhuis                                                     |                       |                                  | Mechelen          | Battelsesteenweg 44          | 51° 01′ 45″ nord, 4° 28′ 08″ est | 1373                | Téléverser                    |
| (nl) Vrijstaand hoekhuis                                                             |                       |                                  | Mechelen          | Battelsesteenweg 134         | 51° 01′ 49″ nord, 4° 27′ 57″ est | 1374                | Téléverser                    |
| (nl) Vrijstaand hoekhuis                                                             |                       |                                  | Mechelen          | Battelsesteenweg 136         | 51° 01′ 49″ nord, 4° 27′ 57″ est | 1374                | Téléverser                    |
| (nl) Gebouw in Nieuwe Zakelijkheid                                                   |                       |                                  | Mechelen          | Battelsesteenweg 256         | 51° 01′ 52″ nord, 4° 27′ 43″ est | 1375                | Téléverser                    |
| (nl) Stedelijke Basisschool                                                          |                       |                                  | Mechelen          | Battelsesteenweg 259         | 51° 01′ 50″ nord, 4° 27′ 36″ est | 1376                | Téléverser                    |
| (nl) Villa Zwaluw                                                                    |                       |                                  | Mechelen          | Battelsesteenweg 263         | 51° 01′ 52″ nord, 4° 27′ 37″ est | 1377                | Téléverser                    |
| (nl) Twee villa's                                                                    |                       |                                  | Mechelen          | Battelsesteenweg 277         | 51° 01′ 55″ nord, 4° 27′ 34″ est | 1378                | Téléverser                    |
| (nl) Twee villa's                                                                    |                       |                                  | Mechelen          | Battelsesteenweg 285         | 51° 01′ 55″ nord, 4° 27′ 34″ est | 1378                | Téléverser                    |
| (nl) Parkdomein kasteel Beaulieu                                                     |                       |                                  | Mechelen          | Battelsesteenweg 384         | 51° 02′ 09″ nord, 4° 27′ 25″ est | 1379                | Téléverser                    |
| (nl) Kasteeltje Berkenhof                                                            | Oui                   |                                  | Mechelen          | Berkenhofstraat 4            | 51° 01′ 07″ nord, 4° 28′ 27″ est | 1380                | Téléverser                    |
| (nl) Geheel van zes woningen                                                         |                       |                                  | Mechelen          | Berkenhofstraat 17           | 51° 01′ 06″ nord, 4° 28′ 29″ est | 1381                | Téléverser                    |
| (nl) Geheel van zes woningen                                                         |                       |                                  | Mechelen          | Berkenhofstraat 19           | 51° 01′ 06″ nord, 4° 28′ 29″ est | 1381                | Téléverser                    |
| (nl) Geheel van zes woningen                                                         |                       |                                  | Mechelen          | Berkenhofstraat 21           | 51° 01′ 06″ nord, 4° 28′ 29″ est | 1381                | Téléverser                    |
| (nl) Geheel van zes woningen                                                         |                       |                                  | Mechelen          | Berkenhofstraat 23           | 51° 01′ 06″ nord, 4° 28′ 29″ est | 1381                | Téléverser                    |
| (nl) Geheel van zes woningen                                                         |                       |                                  | Mechelen          | Berkenhofstraat 25           | 51° 01′ 06″ nord, 4° 28′ 29″ est | 1381                | Téléverser                    |
| (nl) Geheel van zes woningen                                                         |                       |                                  | Mechelen          | Berkenhofstraat 27           | 51° 01′ 06″ nord, 4° 28′ 29″ est | 1381                | Téléverser                    |
| (nl) Symmetrisch uitgewerkte woningen                                                |                       |                                  | Mechelen          | Berkenhofstraat 29           | 51° 01′ 05″ nord, 4° 28′ 28″ est | 1382                | Téléverser                    |
| (nl) Symmetrisch uitgewerkte woningen                                                |                       |                                  | Mechelen          | Berkenhofstraat 31           | 51° 01′ 05″ nord, 4° 28′ 28″ est | 1382                | Téléverser                    |
| (nl) Symmetrisch uitgewerkte woningen                                                |                       |                                  | Mechelen          | Berkenhofstraat 33           | 51° 01′ 05″ nord, 4° 28′ 28″ est | 1382                | Téléverser                    |
| (nl) Symmetrisch uitgewerkte woningen                                                |                       |                                  | Mechelen          | Berkenhofstraat 35           | 51° 01′ 05″ nord, 4° 28′ 28″ est | 1382                | Téléverser                    |
| (nl) Symmetrisch uitgewerkte woningen                                                |                       |                                  | Mechelen          | Berkenhofstraat 37           | 51° 01′ 05″ nord, 4° 28′ 28″ est | 1382                | Téléverser                    |
| (nl) Symmetrisch uitgewerkte woningen                                                |                       |                                  | Mechelen          | Berkenhofstraat 39           | 51° 01′ 05″ nord, 4° 28′ 28″ est | 1382                | Téléverser                    |
| (nl) Symmetrisch uitgewerkte woningen                                                |                       |                                  | Mechelen          | Berkenhofstraat 41           | 51° 01′ 05″ nord, 4° 28′ 28″ est | 1382                | Téléverser                    |
| (nl) Twee boerenarbeidershuizen                                                      |                       |                                  | Mechelen          | Biesblokstraat 1             | 51° 02′ 26″ nord, 4° 26′ 28″ est | 1383                | Téléverser                    |
| (nl) Twee boerenarbeidershuizen                                                      |                       |                                  | Mechelen          | Biesblokstraat 3             | 51° 02′ 26″ nord, 4° 26′ 28″ est | 1383                | Téléverser                    |
| (nl) Landhuis Schalie Hoef                                                           |                       |                                  | Mechelen          | Blarenberglaan 13            | 51° 03′ 09″ nord, 4° 27′ 18″ est | 1384                | Téléverser                    |
| (nl) Hoekhuis in Nieuwe Zakelijkheid                                                 |                       |                                  | Mechelen          | Boetestraat 1                | 51° 01′ 50″ nord, 4° 27′ 41″ est | 1385                | Téléverser                    |
| (nl) Eclectisch burgerhuis                                                           |                       |                                  | Mechelen          | Borchtstraat 21              | 51° 01′ 49″ nord, 4° 29′ 41″ est | 1387                | Téléverser                    |
| (nl) Meubelfabriek Usine ?ß Vapeur (voormalige)                                      | Oui                   |                                  | Mechelen          | Borchtstraat 34              | 51° 01′ 49″ nord, 4° 29′ 37″ est | 1388                | Téléverser                    |
| (nl) Koffiehuis Rotterdam                                                            |                       |                                  | Mechelen          | Ridder Dessainlaan 2         | 51° 01′ 13″ nord, 4° 28′ 13″ est | 1390                | Téléverser                    |
| (nl) Afspanning La Ville de Mons                                                     |                       |                                  | Mechelen          | Brusselsesteenweg 4          | 51° 01′ 14″ nord, 4° 28′ 18″ est | 1391                | Téléverser                    |
| (nl) Woning, dubbelhuis                                                              |                       |                                  | Mechelen          | Brusselsesteenweg 28         | 51° 01′ 11″ nord, 4° 28′ 20″ est | 1392                | Téléverser                    |
| (nl) Parochiekerk Sint-Jan Berchmans                                                 | Oui                   |                                  | Mechelen          | Brusselsesteenweg 51         | 51° 01′ 07″ nord, 4° 28′ 24″ est | 1393                | Téléverser                    |
| (nl) Herenhuis                                                                       |                       |                                  | Mechelen          | Brusselsesteenweg 70         | 51° 01′ 08″ nord, 4° 28′ 20″ est | 1394                | Téléverser                    |
| (nl) Stedelijke basisschool                                                          | Oui                   |                                  | Mechelen          | Brusselsesteenweg 168        | 51° 00′ 58″ nord, 4° 28′ 19″ est | 1395                | Téléverser                    |
| (nl) Afspanning Belgrado                                                             | Oui                   |                                  | Mechelen          | Brusselsesteenweg 177        | 51° 00′ 56″ nord, 4° 28′ 23″ est | 1396                | Téléverser                    |
| (nl) Afspanning Belgrado                                                             | Oui                   |                                  | Mechelen          | Brusselsesteenweg 179        | 51° 00′ 56″ nord, 4° 28′ 23″ est | 1396                | Téléverser                    |
| (nl) Afspanning Belgrado                                                             | Oui                   |                                  | Mechelen          | Brusselsesteenweg 181        | 51° 00′ 56″ nord, 4° 28′ 23″ est | 1396                | Téléverser                    |
| (nl) Afspanning Belgrado                                                             | Oui                   |                                  | Mechelen          | Brusselsesteenweg 183        | 51° 00′ 56″ nord, 4° 28′ 23″ est | 1396                | Téléverser                    |
| (nl) Afspanning Belgrado                                                             | Oui                   |                                  | Mechelen          | Brusselsesteenweg 185        | 51° 00′ 56″ nord, 4° 28′ 23″ est | 1396                | Téléverser                    |
| (nl) Groepsbebouwing in eclectische stijl                                            |                       |                                  | Mechelen          | Brusselsesteenweg 218        | 51° 00′ 52″ nord, 4° 28′ 20″ est | 1397                | Téléverser                    |
| (nl) Groepsbebouwing in eclectische stijl                                            |                       |                                  | Mechelen          | Brusselsesteenweg 220        | 51° 00′ 52″ nord, 4° 28′ 20″ est | 1397                | Téléverser                    |
| (nl) Groepsbebouwing in eclectische stijl                                            |                       |                                  | Mechelen          | Brusselsesteenweg 222        | 51° 00′ 52″ nord, 4° 28′ 20″ est | 1397                | Téléverser                    |
| (nl) Spoorwachterhuisje                                                              |                       |                                  | Mechelen          | Brusselsesteenweg 249        | 51° 00′ 49″ nord, 4° 28′ 25″ est | 1398                | Téléverser                    |
| (nl) Groep van vier woningen                                                         |                       |                                  | Mechelen          | Brusselsesteenweg 261        | 51° 00′ 47″ nord, 4° 28′ 26″ est | 1399                | Téléverser                    |
| (nl) Groep van vier woningen                                                         |                       |                                  | Mechelen          | Brusselsesteenweg 263        | 51° 00′ 47″ nord, 4° 28′ 26″ est | 1399                | Téléverser                    |
| (nl) Groep van vier woningen                                                         |                       |                                  | Mechelen          | Brusselsesteenweg 265        | 51° 00′ 47″ nord, 4° 28′ 26″ est | 1399                | Téléverser                    |
| (nl) Groep van vier woningen                                                         |                       |                                  | Mechelen          | Brusselsesteenweg 267        | 51° 00′ 47″ nord, 4° 28′ 26″ est | 1399                | Téléverser                    |
| (nl) Villa                                                                           |                       |                                  | Mechelen          | Brusselsesteenweg 271        | 51° 00′ 46″ nord, 4° 28′ 27″ est | 1400                | Téléverser                    |
| (nl) Concentratie van woningen                                                       |                       |                                  | Mechelen          | Brusselsesteenweg 268        | 51° 00′ 47″ nord, 4° 28′ 24″ est | 1401                | Téléverser                    |
| (nl) Concentratie van woningen                                                       |                       |                                  | Mechelen          | Brusselsesteenweg 270        | 51° 00′ 47″ nord, 4° 28′ 24″ est | 1401                | Téléverser                    |
| (nl) Concentratie van woningen                                                       |                       |                                  | Mechelen          | Brusselsesteenweg 272        | 51° 00′ 47″ nord, 4° 28′ 24″ est | 1401                | Téléverser                    |
| (nl) Concentratie van woningen                                                       |                       |                                  | Mechelen          | Brusselsesteenweg 274        | 51° 00′ 47″ nord, 4° 28′ 24″ est | 1401                | Téléverser                    |
| (nl) Concentratie van woningen                                                       |                       |                                  | Mechelen          | Brusselsesteenweg 276        | 51° 00′ 47″ nord, 4° 28′ 24″ est | 1401                | Téléverser                    |
| (nl) Villa in Nieuwe Zakelijkheid                                                    |                       |                                  | Mechelen          | Brusselsesteenweg 416        | 51° 00′ 30″ nord, 4° 28′ 26″ est | 1402                | Téléverser                    |
| (nl) Tweegezinswoning                                                                |                       |                                  | Mechelen          | Brusselsesteenweg 534        | 50° 59′ 57″ nord, 4° 28′ 25″ est | 1403                | Téléverser                    |
| (nl) Tweegezinswoning                                                                |                       |                                  | Mechelen          | Brusselsesteenweg 536        | 50° 59′ 57″ nord, 4° 28′ 25″ est | 1403                | Téléverser                    |
| (nl) Koninklijk Atheneum en Rijksmiddenschool 2                                      | Oui                   |                                  | Mechelen          | Caputsteenstraat 51          | 51° 02′ 08″ nord, 4° 29′ 21″ est | 1404                | Téléverser                    |
| (nl) U-Vormig complex De Kluis op de hei                                             | Oui                   |                                  | Mechelen          | Caputsteenstraat 73          | 51° 02′ 00″ nord, 4° 29′ 30″ est | 1405                | Téléverser                    |
| (nl) Coloma-instituut, school                                                        |                       |                                  | Mechelen          | Colomalaan 1                 | 51° 00′ 50″ nord, 4° 28′ 49″ est | 1406                | Téléverser                    |
| (nl) Brandweerkazerne                                                                |                       |                                  | Mechelen          | Dageraadstraat 2             | 51° 01′ 39″ nord, 4° 28′ 06″ est | 1407                | Téléverser                    |
| (nl) Villa des Glycines                                                              |                       |                                  | Mechelen          | Dageraadstraat 32            | 51° 01′ 41″ nord, 4° 28′ 00″ est | 1408                | Téléverser                    |
| (nl) Villa Aurore                                                                    |                       |                                  | Mechelen          | Dageraadstraat 34            | 51° 01′ 41″ nord, 4° 28′ 00″ est | 1409                | Téléverser                    |
| (nl) Woning in Nieuwe Zakelijkheid                                                   | Oui                   |                                  | Mechelen          | Dageraadstraat 44            | 51° 01′ 42″ nord, 4° 27′ 58″ est | 1410                | Téléverser                    |
| (nl) Woning, rijhuis                                                                 |                       |                                  | Mechelen          | Dageraadstraat 47            | 51° 01′ 40″ nord, 4° 27′ 58″ est | 1411                | Téléverser                    |
| (nl) Villa Clémence                                                                  |                       |                                  | Mechelen          | Dageraadstraat 51            | 51° 01′ 41″ nord, 4° 27′ 58″ est | 1412                | Téléverser                    |
| (nl) Drie enkelhuizen in groepsbebouwing                                             |                       |                                  | Mechelen          | Dageraadstraat 53            | 51° 01′ 40″ nord, 4° 27′ 57″ est | 1413                | Téléverser                    |
| (nl) Drie enkelhuizen in groepsbebouwing                                             |                       |                                  | Mechelen          | Dageraadstraat 55            | 51° 01′ 40″ nord, 4° 27′ 57″ est | 1413                | Téléverser                    |
| (nl) Drie enkelhuizen in groepsbebouwing                                             |                       |                                  | Mechelen          | Dageraadstraat 57            | 51° 01′ 40″ nord, 4° 27′ 57″ est | 1413                | Téléverser                    |
| (nl) Meubelfabriek Van Aeken                                                         |                       |                                  | Mechelen          | Dijkstraat 15                | 51° 01′ 01″ nord, 4° 28′ 36″ est | 1414                | Téléverser                    |
| (nl) Bedrijfsgebouw                                                                  |                       |                                  | Mechelen          | Dijkstraat 23                | 51° 01′ 01″ nord, 4° 28′ 34″ est | 1415                | Téléverser                    |
| (nl) Groepsbebouwing van tien enkelhuizen                                            |                       |                                  | Mechelen          | Dijkstraat 68                | 51° 00′ 59″ nord, 4° 28′ 28″ est | 1416                | Téléverser                    |
| (nl) Groepsbebouwing van tien enkelhuizen                                            |                       |                                  | Mechelen          | Dijkstraat 70                | 51° 00′ 59″ nord, 4° 28′ 28″ est | 1416                | Téléverser                    |
| (nl) Groepsbebouwing van tien enkelhuizen                                            |                       |                                  | Mechelen          | Dijkstraat 72                | 51° 00′ 59″ nord, 4° 28′ 28″ est | 1416                | Téléverser                    |
| (nl) Groepsbebouwing van tien enkelhuizen                                            |                       |                                  | Mechelen          | Dijkstraat 74                | 51° 00′ 59″ nord, 4° 28′ 28″ est | 1416                | Téléverser                    |
| (nl) Groepsbebouwing van tien enkelhuizen                                            |                       |                                  | Mechelen          | Dijkstraat 76                | 51° 00′ 59″ nord, 4° 28′ 28″ est | 1416                | Téléverser                    |
| (nl) Groepsbebouwing van tien enkelhuizen                                            |                       |                                  | Mechelen          | Dijkstraat 78                | 51° 00′ 59″ nord, 4° 28′ 28″ est | 1416                | Téléverser                    |
| (nl) Groepsbebouwing van tien enkelhuizen                                            |                       |                                  | Mechelen          | Dijkstraat 80                | 51° 00′ 59″ nord, 4° 28′ 28″ est | 1416                | Téléverser                    |
| (nl) Groepsbebouwing van tien enkelhuizen                                            |                       |                                  | Mechelen          | Dijkstraat 82                | 51° 00′ 59″ nord, 4° 28′ 28″ est | 1416                | Téléverser                    |
| (nl) Groepsbebouwing van tien enkelhuizen                                            |                       |                                  | Mechelen          | Dijkstraat 84                | 51° 00′ 59″ nord, 4° 28′ 28″ est | 1416                | Téléverser                    |
| (nl) Groepsbebouwing van tien enkelhuizen                                            |                       |                                  | Mechelen          | Dijkstraat 86                | 51° 00′ 59″ nord, 4° 28′ 28″ est | 1416                | Téléverser                    |
| (nl) Groepsbebouwing van tien enkelhuizen                                            |                       |                                  | Mechelen          | Dijkstraat 88                | 51° 00′ 59″ nord, 4° 28′ 28″ est | 1416                | Téléverser                    |
| (nl) Boerenarbeidershuisjes                                                          |                       |                                  | Mechelen          | Duivenstraat 100             | 51° 02′ 45″ nord, 4° 29′ 41″ est | 1417                | Téléverser                    |
| (nl) Boerenarbeidershuisjes                                                          |                       |                                  | Mechelen          | Duivenstraat 102             | 51° 02′ 45″ nord, 4° 29′ 41″ est | 1417                | Téléverser                    |
| (nl) Boerenarbeidershuisjes                                                          |                       |                                  | Mechelen          | Duivenstraat 104             | 51° 02′ 45″ nord, 4° 29′ 41″ est | 1417                | Téléverser                    |
| (nl) Boerenarbeidershuisjes                                                          |                       |                                  | Mechelen          | Duivenstraat 106             | 51° 02′ 45″ nord, 4° 29′ 41″ est | 1417                | Téléverser                    |
| (nl) Boerenarbeidershuisjes                                                          |                       |                                  | Mechelen          | Duivenstraat 108             | 51° 02′ 45″ nord, 4° 29′ 41″ est | 1417                | Téléverser                    |
| (nl) Boerenarbeidershuisjes                                                          |                       |                                  | Mechelen          | Duivenstraat 96              | 51° 02′ 45″ nord, 4° 29′ 41″ est | 1417                | Téléverser                    |
| (nl) Boerenarbeidershuisjes                                                          |                       |                                  | Mechelen          | Duivenstraat 98              | 51° 02′ 45″ nord, 4° 29′ 41″ est | 1417                | Téléverser                    |
| (nl) Emma??skasteel                                                                  | Oui                   |                                  | Mechelen          | Emma??sdreef 2               | 51° 03′ 36″ nord, 4° 27′ 24″ est | 1418                | Téléverser                    |
| (nl) Kapel van Onze-Lieve-Vrouw van Zesamere                                         |                       |                                  | Mechelen          | Emma??sdreef 10              | 51° 03′ 36″ nord, 4° 27′ 17″ est | 1419                | Téléverser                    |
| (nl) Eclectische woning                                                              |                       |                                  | Mechelen          | Fortuinstraat 6              | 51° 01′ 17″ nord, 4° 27′ 54″ est | 1420                | Téléverser                    |
| (nl) Negen enkelhuizen in groepsbebouwing                                            | Oui                   |                                  | Mechelen          | Frans Halsvest 70            | 51° 01′ 51″ nord, 4° 29′ 16″ est | 1421                | Téléverser                    |
| (nl) Negen enkelhuizen in groepsbebouwing                                            | Oui                   |                                  | Mechelen          | Frans Halsvest 72            | 51° 01′ 51″ nord, 4° 29′ 16″ est | 1421                | Téléverser                    |
| (nl) Negen enkelhuizen in groepsbebouwing                                            | Oui                   |                                  | Mechelen          | Frans Halsvest 74            | 51° 01′ 51″ nord, 4° 29′ 16″ est | 1421                | Téléverser                    |
| (nl) Negen enkelhuizen in groepsbebouwing                                            | Oui                   |                                  | Mechelen          | Frans Halsvest 76            | 51° 01′ 51″ nord, 4° 29′ 16″ est | 1421                | Téléverser                    |
| (nl) Negen enkelhuizen in groepsbebouwing                                            | Oui                   |                                  | Mechelen          | Frans Halsvest 78            | 51° 01′ 51″ nord, 4° 29′ 16″ est | 1421                | Téléverser                    |
| (nl) Woning Hof van Geerdegem                                                        |                       |                                  | Mechelen          | Geerdegemdries 27            | 51° 00′ 19″ nord, 4° 28′ 12″ est | 1422                | Téléverser                    |
| (nl) Boerenburgerhuis                                                                |                       |                                  | Mechelen          | Geerdegem-Schonenberg 101    | 51° 00′ 52″ nord, 4° 27′ 57″ est | 1424                | Téléverser                    |
| (nl) Langgestrekte hoeve                                                             |                       |                                  | Mechelen          | Geerdegem-Schonenberg 283    | 51° 00′ 32″ nord, 4° 27′ 37″ est | 1425                | Téléverser                    |
| (nl) Hoeve                                                                           |                       |                                  | Mechelen          | Geerdegemstraat 48           | 50° 59′ 50″ nord, 4° 29′ 03″ est | 1426                | Téléverser                    |
| (nl) Aangepaste hoeve                                                                |                       |                                  | Mechelen          | Geerdegemstraat 110          | 50° 59′ 50″ nord, 4° 28′ 51″ est | 1427                | Téléverser                    |
| (nl) Eenheidsbebouwing                                                               |                       |                                  | Mechelen          | Geerdegemvaart 61            | 51° 01′ 04″ nord, 4° 28′ 36″ est | 1428                | Téléverser                    |
| (nl) Eenheidsbebouwing                                                               |                       |                                  | Mechelen          | Geerdegemvaart 63            | 51° 01′ 04″ nord, 4° 28′ 36″ est | 1428                | Téléverser                    |
| (nl) Vrijstaand herenhuis                                                            |                       |                                  | Mechelen          | Geerdegemvaart 93            | 51° 00′ 59″ nord, 4° 28′ 44″ est | 1429                | Téléverser                    |
| (nl) Betonnen watertoren                                                             |                       |                                  | Mechelen          | Generaal De Wittelaan        | 51° 03′ 34″ nord, 4° 27′ 27″ est | 1430                | Téléverser                    |
| (nl) Molenromp                                                                       |                       |                                  | Mechelen          | Gentsesteenweg 51            | 51° 02′ 24″ nord, 4° 26′ 27″ est | 1432                | Téléverser                    |
| (nl) Villa Buitenrust                                                                |                       |                                  | Mechelen          | Gentsesteenweg 179           | 51° 02′ 33″ nord, 4° 25′ 45″ est | 1433                | Téléverser                    |
| (nl) Ruim burgerhuis                                                                 |                       |                                  | Mechelen          | Grote Nieuwedijkstraat 5     | 51° 01′ 53″ nord, 4° 29′ 31″ est | 1434                | Téléverser                    |
| (nl) Eclectisch burgerhuis                                                           |                       |                                  | Mechelen          | Grote Nieuwedijkstraat 141   | 51° 02′ 04″ nord, 4° 29′ 39″ est | 1435                | Téléverser                    |
| (nl) Eclectische woning                                                              |                       |                                  | Mechelen          | Grote Nieuwedijkstraat 213   | 51° 02′ 11″ nord, 4° 29′ 39″ est | 1436                | Téléverser                    |
| (nl) Woningen in spiegelbeeld                                                        |                       |                                  | Mechelen          | Grote Nieuwedijkstraat 291   | 51° 02′ 19″ nord, 4° 29′ 39″ est | 1437                | Téléverser                    |
| (nl) Woningen in spiegelbeeld                                                        |                       |                                  | Mechelen          | Grote Nieuwedijkstraat 293   | 51° 02′ 19″ nord, 4° 29′ 39″ est | 1437                | Téléverser                    |
| (nl) Woonstalhuisje                                                                  |                       |                                  | Mechelen          | Grote Nieuwedijkstraat 304   | 51° 02′ 22″ nord, 4° 29′ 41″ est | 1438                | Téléverser                    |
| (nl) Perserij Inofer                                                                 |                       |                                  | Mechelen          | Guldendal 17                 | 51° 00′ 57″ nord, 4° 28′ 43″ est | 1439                | Téléverser                    |
| (nl) Meubelfabriek Van Craen                                                         | Oui                   |                                  | Mechelen          | Guldendal 21                 | 51° 00′ 53″ nord, 4° 28′ 39″ est | 1440                | Téléverser                    |
| (nl) Stedelijke Industriële Hogeschool (IHAM)                                        |                       |                                  | Mechelen          | Hanswijkvaart                | 51° 00′ 55″ nord, 4° 29′ 00″ est | 1441                | Téléverser                    |
| (nl) Kasteel De Mot                                                                  |                       |                                  | Mechelen          | Hanswijkvaart 51             | 51° 00′ 45″ nord, 4° 29′ 14″ est | 1442                | Téléverser                    |
| (nl) Kasteel Hof ter Linden                                                          | Oui                   |                                  | Mechelen          | Hogeweg 76                   | 51° 02′ 39″ nord, 4° 26′ 43″ est | 1443                | Téléverser                    |
| (nl) Kasteel Hof ter Linden                                                          | Oui                   |                                  | Mechelen          | Marterstraat 1               | 51° 02′ 39″ nord, 4° 26′ 43″ est | 1443                | Téléverser                    |
| (nl) Woonstalhuis                                                                    |                       |                                  | Mechelen          | Hogeweg 99                   | 51° 02′ 35″ nord, 4° 26′ 41″ est | 1444                | Téléverser                    |
| (nl) Woonstalhuis                                                                    |                       |                                  | Mechelen          | Hogeweg 163                  | 51° 02′ 47″ nord, 4° 26′ 34″ est | 1445                | Téléverser                    |
| (nl) Boerenarbeidershuisjes en herberg                                               |                       |                                  | Mechelen          | Hogeweg 213                  | 51° 02′ 57″ nord, 4° 26′ 23″ est | 1446                | Téléverser                    |
| (nl) Boerenarbeidershuisjes en herberg                                               |                       |                                  | Mechelen          | Hogeweg 217                  | 51° 02′ 57″ nord, 4° 26′ 23″ est | 1446                | Téléverser                    |
| (nl) Boerenarbeidershuisjes en herberg                                               |                       |                                  | Mechelen          | Hogeweg 219                  | 51° 02′ 57″ nord, 4° 26′ 23″ est | 1446                | Téléverser                    |
| (nl) Boerenarbeidershuisjes en herberg                                               |                       |                                  | Mechelen          | Hogeweg 221                  | 51° 02′ 57″ nord, 4° 26′ 23″ est | 1446                | Téléverser                    |
| (nl) Hooghuis                                                                        | Oui                   |                                  | Mechelen          | Hogeweg 253                  | 51° 03′ 08″ nord, 4° 26′ 07″ est | 1447                | Téléverser                    |
| (nl) Burgerhuis en werkhuis                                                          |                       |                                  | Mechelen          | Hoveniersstraat 14           | 51° 01′ 10″ nord, 4° 28′ 18″ est | 1448                | Téléverser                    |
| (nl) Burgerhuis en werkhuis                                                          |                       |                                  | Mechelen          | Hoveniersstraat 16           | 51° 01′ 10″ nord, 4° 28′ 18″ est | 1448                | Téléverser                    |
| (nl) Groepsbebouwing                                                                 |                       |                                  | Mechelen          | Hoveniersstraat 34           | 51° 01′ 08″ nord, 4° 28′ 16″ est | 1449                | Téléverser                    |
| (nl) Groepsbebouwing                                                                 |                       |                                  | Mechelen          | Hoveniersstraat 36           | 51° 01′ 08″ nord, 4° 28′ 16″ est | 1449                | Téléverser                    |
| (nl) Groepsbebouwing                                                                 |                       |                                  | Mechelen          | Hoveniersstraat 38           | 51° 01′ 08″ nord, 4° 28′ 16″ est | 1449                | Téléverser                    |
| (nl) Groepsbebouwing                                                                 |                       |                                  | Mechelen          | Hoveniersstraat 40           | 51° 01′ 08″ nord, 4° 28′ 16″ est | 1449                | Téléverser                    |
| (nl) Groepsbebouwing                                                                 |                       |                                  | Mechelen          | Hoveniersstraat 42           | 51° 01′ 08″ nord, 4° 28′ 16″ est | 1449                | Téléverser                    |
| (nl) Groepsbebouwing                                                                 |                       |                                  | Mechelen          | Hoveniersstraat 44           | 51° 01′ 08″ nord, 4° 28′ 16″ est | 1449                | Téléverser                    |
| (nl) Winkelhuizen                                                                    |                       |                                  | Mechelen          | IJzerenveld 25               | 51° 02′ 08″ nord, 4° 30′ 40″ est | 1451                | Téléverser                    |
| (nl) Winkelhuizen                                                                    |                       |                                  | Mechelen          | IJzerenveld 29               | 51° 02′ 08″ nord, 4° 30′ 40″ est | 1451                | Téléverser                    |
| (nl) Geesthoeve Ter Eeckle                                                           |                       |                                  | Mechelen          | Kauwendaal 5                 | 51° 02′ 58″ nord, 4° 29′ 24″ est | 1452                | Téléverser                    |
| (nl) Kasteel Kauwendaal                                                              | Oui                   |                                  | Mechelen          | Kauwendaal                   | 51° 02′ 54″ nord, 4° 29′ 08″ est | 1453                | Téléverser                    |
| (nl) Groepsbebouwing                                                                 |                       |                                  | Mechelen          | Keldermansvest 36            | 51° 02′ 06″ nord, 4° 28′ 44″ est | 1454                | Téléverser                    |
| (nl) Groepsbebouwing                                                                 |                       |                                  | Mechelen          | Keldermansvest 38            | 51° 02′ 06″ nord, 4° 28′ 44″ est | 1454                | Téléverser                    |
| (nl) Groepsbebouwing                                                                 |                       |                                  | Mechelen          | Keldermansvest 40            | 51° 02′ 06″ nord, 4° 28′ 44″ est | 1454                | Téléverser                    |
| (nl) Woning, enkelhuis                                                               |                       |                                  | Mechelen          | Keldermansvest 56            | 51° 02′ 06″ nord, 4° 28′ 49″ est | 1455                | Téléverser                    |
| (nl) Woningen in spiegelbeeld                                                        |                       |                                  | Mechelen          | Keldermansvest 68            | 51° 02′ 05″ nord, 4° 28′ 52″ est | 1456                | Téléverser                    |
| (nl) Woningen in spiegelbeeld                                                        |                       |                                  | Mechelen          | Keldermansvest 69            | 51° 02′ 05″ nord, 4° 28′ 52″ est | 1456                | Téléverser                    |
| (nl) Woning met tegeltableaus                                                        |                       |                                  | Mechelen          | Keldermansvest 74            | 51° 02′ 05″ nord, 4° 28′ 53″ est | 1457                | Téléverser                    |
| (nl) Burgerhuizen                                                                    |                       |                                  | Mechelen          | Keldermansvest 75            | 51° 02′ 05″ nord, 4° 28′ 54″ est | 1458                | Téléverser                    |
| (nl) Burgerhuizen                                                                    |                       |                                  | Mechelen          | Keldermansvest 76            | 51° 02′ 05″ nord, 4° 28′ 54″ est | 1458                | Téléverser                    |
| (nl) Burgerhuis                                                                      |                       |                                  | Mechelen          | Keldermansvest 77            | 51° 02′ 04″ nord, 4° 28′ 54″ est | 1459                | Téléverser                    |
| (nl) Drie identieke rijhuizen                                                        |                       |                                  | Mechelen          | Keldermansvest 87            | 51° 02′ 03″ nord, 4° 28′ 56″ est | 1460                | Téléverser                    |
| (nl) Drie identieke rijhuizen                                                        |                       |                                  | Mechelen          | Keldermansvest 89            | 51° 02′ 03″ nord, 4° 28′ 56″ est | 1460                | Téléverser                    |
| (nl) Twee identieke enkelhuizen                                                      |                       |                                  | Mechelen          | Keldermansvest 90            | 51° 02′ 03″ nord, 4° 28′ 57″ est | 1461                | Téléverser                    |
| (nl) Twee identieke enkelhuizen                                                      |                       |                                  | Mechelen          | Keldermansvest 91            | 51° 02′ 03″ nord, 4° 28′ 57″ est | 1461                | Téléverser                    |
| (nl) Parochiekerk Sint-Gumarus                                                       |                       |                                  | Mechelen          | Kerkhoflei 45                | 51° 02′ 18″ nord, 4° 28′ 59″ est | 1462                | Téléverser                    |
| (nl) Villa in eclectische stijl                                                      |                       |                                  | Mechelen          | Kerkhoflei 99                | 51° 02′ 21″ nord, 4° 29′ 09″ est | 1463                | Téléverser                    |
| (nl) Twee herbergen                                                                  |                       |                                  | Mechelen          | Kerkhoflei 123               | 51° 02′ 20″ nord, 4° 29′ 13″ est | 1464                | Téléverser                    |
| (nl) Twee herbergen                                                                  |                       |                                  | Mechelen          | Kerkhoflei 125               | 51° 02′ 20″ nord, 4° 29′ 13″ est | 1464                | Téléverser                    |
| (nl) Hoek- en rijhuizen                                                              |                       |                                  | Mechelen          | Kleine Nieuwedijkstraat 10   | 51° 02′ 07″ nord, 4° 29′ 14″ est | 1465                | Téléverser                    |
| (nl) Hoek- en rijhuizen                                                              |                       |                                  | Mechelen          | Kleine Nieuwedijkstraat 2    | 51° 02′ 07″ nord, 4° 29′ 14″ est | 1465                | Téléverser                    |
| (nl) Hoek- en rijhuizen                                                              |                       |                                  | Mechelen          | Kleine Nieuwedijkstraat 4    | 51° 02′ 07″ nord, 4° 29′ 14″ est | 1465                | Téléverser                    |
| (nl) Hoek- en rijhuizen                                                              |                       |                                  | Mechelen          | Kleine Nieuwedijkstraat 6    | 51° 02′ 07″ nord, 4° 29′ 14″ est | 1465                | Téléverser                    |
| (nl) Hoek- en rijhuizen                                                              |                       |                                  | Mechelen          | Kleine Nieuwedijkstraat 8    | 51° 02′ 07″ nord, 4° 29′ 14″ est | 1465                | Téléverser                    |
| (nl) Directeurswoning                                                                |                       |                                  | Mechelen          | Kleine Nieuwedijkstraat 71   | 51° 02′ 14″ nord, 4° 29′ 17″ est | 1466                | Téléverser                    |
| (nl) Eenheidsbebouwing in Nieuwe Zakelijkheid                                        |                       |                                  | Mechelen          | Kleine Nieuwedijkstraat 166  | 51° 02′ 20″ nord, 4° 29′ 39″ est | 1467                | Téléverser                    |
| (nl) Eenheidsbebouwing in Nieuwe Zakelijkheid                                        |                       |                                  | Mechelen          | Kleine Nieuwedijkstraat 168  | 51° 02′ 20″ nord, 4° 29′ 39″ est | 1467                | Téléverser                    |
| (nl) Eenheidsbebouwing in Nieuwe Zakelijkheid                                        |                       |                                  | Mechelen          | Kleine Nieuwedijkstraat 170  | 51° 02′ 20″ nord, 4° 29′ 39″ est | 1467                | Téléverser                    |
| (nl) Eenheidsbebouwing in Nieuwe Zakelijkheid                                        |                       |                                  | Mechelen          | Kleine Nieuwedijkstraat 172  | 51° 02′ 20″ nord, 4° 29′ 39″ est | 1467                | Téléverser                    |
| (nl) Eenheidsbebouwing in Nieuwe Zakelijkheid                                        |                       |                                  | Mechelen          | Kleine Nieuwedijkstraat 174  | 51° 02′ 20″ nord, 4° 29′ 39″ est | 1467                | Téléverser                    |
| (nl) Eenheidsbebouwing in Nieuwe Zakelijkheid                                        |                       |                                  | Mechelen          | Kleine Nieuwedijkstraat 176  | 51° 02′ 20″ nord, 4° 29′ 39″ est | 1467                | Téléverser                    |
| (nl) Eenheidsbebouwing in Nieuwe Zakelijkheid                                        |                       |                                  | Mechelen          | Kleine Nieuwedijkstraat 178  | 51° 02′ 20″ nord, 4° 29′ 39″ est | 1467                | Téléverser                    |
| (nl) Eenheidsbebouwing in Nieuwe Zakelijkheid                                        |                       |                                  | Mechelen          | Kleine Nieuwedijkstraat 180  | 51° 02′ 20″ nord, 4° 29′ 39″ est | 1467                | Téléverser                    |
| (nl) Eenheidsbebouwing in Nieuwe Zakelijkheid                                        |                       |                                  | Mechelen          | Kleine Nieuwedijkstraat 182  | 51° 02′ 20″ nord, 4° 29′ 39″ est | 1467                | Téléverser                    |
| (nl) Hoekhuis en zeven tweegezinswoningen                                            | Oui                   |                                  | Mechelen          | Koolstraat 100               | 51° 01′ 41″ nord, 4° 27′ 48″ est | 1468                | Téléverser                    |
| (nl) Hoekhuis en zeven tweegezinswoningen                                            | Oui                   |                                  | Mechelen          | Koolstraat 72                | 51° 01′ 41″ nord, 4° 27′ 48″ est | 1468                | Téléverser                    |
| (nl) Hoekhuis en zeven tweegezinswoningen                                            | Oui                   |                                  | Mechelen          | Koolstraat 74                | 51° 01′ 41″ nord, 4° 27′ 48″ est | 1468                | Téléverser                    |
| (nl) Hoekhuis en zeven tweegezinswoningen                                            | Oui                   |                                  | Mechelen          | Koolstraat 76                | 51° 01′ 41″ nord, 4° 27′ 48″ est | 1468                | Téléverser                    |
| (nl) Hoekhuis en zeven tweegezinswoningen                                            | Oui                   |                                  | Mechelen          | Koolstraat 78                | 51° 01′ 41″ nord, 4° 27′ 48″ est | 1468                | Téléverser                    |
| (nl) Hoekhuis en zeven tweegezinswoningen                                            | Oui                   |                                  | Mechelen          | Koolstraat 80                | 51° 01′ 41″ nord, 4° 27′ 48″ est | 1468                | Téléverser                    |
| (nl) Hoekhuis en zeven tweegezinswoningen                                            | Oui                   |                                  | Mechelen          | Koolstraat 82                | 51° 01′ 41″ nord, 4° 27′ 48″ est | 1468                | Téléverser                    |
| (nl) Hoekhuis en zeven tweegezinswoningen                                            | Oui                   |                                  | Mechelen          | Koolstraat 84                | 51° 01′ 41″ nord, 4° 27′ 48″ est | 1468                | Téléverser                    |
| (nl) Hoekhuis en zeven tweegezinswoningen                                            | Oui                   |                                  | Mechelen          | Koolstraat 86                | 51° 01′ 41″ nord, 4° 27′ 48″ est | 1468                | Téléverser                    |
| (nl) Hoekhuis en zeven tweegezinswoningen                                            | Oui                   |                                  | Mechelen          | Koolstraat 88                | 51° 01′ 41″ nord, 4° 27′ 48″ est | 1468                | Téléverser                    |
| (nl) Hoekhuis en zeven tweegezinswoningen                                            | Oui                   |                                  | Mechelen          | Koolstraat 90                | 51° 01′ 41″ nord, 4° 27′ 48″ est | 1468                | Téléverser                    |
| (nl) Hoekhuis en zeven tweegezinswoningen                                            | Oui                   |                                  | Mechelen          | Koolstraat 92                | 51° 01′ 41″ nord, 4° 27′ 48″ est | 1468                | Téléverser                    |
| (nl) Hoekhuis en zeven tweegezinswoningen                                            | Oui                   |                                  | Mechelen          | Koolstraat 94                | 51° 01′ 41″ nord, 4° 27′ 48″ est | 1468                | Téléverser                    |
| (nl) Hoekhuis en zeven tweegezinswoningen                                            | Oui                   |                                  | Mechelen          | Koolstraat 96                | 51° 01′ 41″ nord, 4° 27′ 48″ est | 1468                | Téléverser                    |
| (nl) Hoekhuis en zeven tweegezinswoningen                                            | Oui                   |                                  | Mechelen          | Koolstraat 98                | 51° 01′ 41″ nord, 4° 27′ 48″ est | 1468                | Téléverser                    |
| (nl) Vrijstaand arbeidershuisje                                                      |                       |                                  | Mechelen          | Koolstraat 83                | 51° 01′ 39″ nord, 4° 27′ 47″ est | 1469                | Téléverser                    |
| (nl) Kasteeldomein De Borght                                                         | Oui                   |                                  | Mechelen          | Lakenmakersstraat 4          | 51° 01′ 46″ nord, 4° 29′ 40″ est | 1470                | Téléverser                    |
| (nl) Reeks arbeidershuizen                                                           |                       |                                  | Mechelen          | Lakenmakersstraat 57         | 51° 01′ 44″ nord, 4° 29′ 30″ est | 1471                | Téléverser                    |
| (nl) Reeks arbeidershuizen                                                           |                       |                                  | Mechelen          | Lakenmakersstraat 59         | 51° 01′ 44″ nord, 4° 29′ 30″ est | 1471                | Téléverser                    |
| (nl) Reeks arbeidershuizen                                                           |                       |                                  | Mechelen          | Lakenmakersstraat 61         | 51° 01′ 44″ nord, 4° 29′ 30″ est | 1471                | Téléverser                    |
| (nl) Reeks arbeidershuizen                                                           |                       |                                  | Mechelen          | Lakenmakersstraat 63         | 51° 01′ 44″ nord, 4° 29′ 30″ est | 1471                | Téléverser                    |
| (nl) Reeks arbeidershuizen                                                           |                       |                                  | Mechelen          | Lakenmakersstraat 65         | 51° 01′ 44″ nord, 4° 29′ 30″ est | 1471                | Téléverser                    |
| (nl) Reeks arbeidershuizen                                                           |                       |                                  | Mechelen          | Lakenmakersstraat 67         | 51° 01′ 44″ nord, 4° 29′ 30″ est | 1471                | Téléverser                    |
| (nl) Reeks arbeidershuizen                                                           |                       |                                  | Mechelen          | Lakenmakersstraat 69         | 51° 01′ 44″ nord, 4° 29′ 30″ est | 1471                | Téléverser                    |
| (nl) Reeks arbeidershuizen                                                           |                       |                                  | Mechelen          | Lakenmakersstraat 73         | 51° 01′ 44″ nord, 4° 29′ 30″ est | 1471                | Téléverser                    |
| (nl) Reeks arbeidershuizen                                                           |                       |                                  | Mechelen          | Lakenmakersstraat 75         | 51° 01′ 44″ nord, 4° 29′ 30″ est | 1471                | Téléverser                    |
| (nl) Reeks arbeidershuizen                                                           |                       |                                  | Mechelen          | Lakenmakersstraat 77         | 51° 01′ 44″ nord, 4° 29′ 30″ est | 1471                | Téléverser                    |
| (nl) Woning Lindenhof                                                                |                       |                                  | Mechelen          | Lakenmakersstraat 210        | 51° 01′ 56″ nord, 4° 30′ 14″ est | 1472                | Téléverser                    |
| (nl) Burgerhuis                                                                      |                       |                                  | Mechelen          | Lange Hofstraat 24           | 51° 01′ 04″ nord, 4° 28′ 30″ est | 1473                | Téléverser                    |
| (nl) Eenheidsbebouwing                                                               |                       |                                  | Mechelen          | Lemmensstraat 12             | 51° 01′ 34″ nord, 4° 28′ 05″ est | 1474                | Téléverser                    |
| (nl) Eenheidsbebouwing                                                               |                       |                                  | Mechelen          | Lemmensstraat 14             | 51° 01′ 34″ nord, 4° 28′ 05″ est | 1474                | Téléverser                    |
| (nl) Eenheidsbebouwing                                                               |                       |                                  | Mechelen          | Lemmensstraat 16             | 51° 01′ 34″ nord, 4° 28′ 05″ est | 1474                | Téléverser                    |
| (nl) Eenheidsbebouwing                                                               |                       |                                  | Mechelen          | Lemmensstraat 18             | 51° 01′ 34″ nord, 4° 28′ 05″ est | 1474                | Téléverser                    |
| (nl) Eenheidsbebouwing                                                               |                       |                                  | Mechelen          | Lemmensstraat 20             | 51° 01′ 34″ nord, 4° 28′ 05″ est | 1474                | Téléverser                    |
| (nl) Eenheidsbebouwing                                                               |                       |                                  | Mechelen          | Lemmensstraat 22             | 51° 01′ 34″ nord, 4° 28′ 05″ est | 1474                | Téléverser                    |
| (nl) Eenheidsbebouwing                                                               |                       |                                  | Mechelen          | Lemmensstraat 24             | 51° 01′ 34″ nord, 4° 28′ 05″ est | 1474                | Téléverser                    |
| (nl) Eenheidsbebouwing                                                               |                       |                                  | Mechelen          | Lemmensstraat 26             | 51° 01′ 34″ nord, 4° 28′ 05″ est | 1474                | Téléverser                    |
| (nl) Eenheidsbebouwing                                                               |                       |                                  | Mechelen          | Lemmensstraat 28             | 51° 01′ 34″ nord, 4° 28′ 05″ est | 1474                | Téléverser                    |
| (nl) Eenheidsbebouwing                                                               |                       |                                  | Mechelen          | Lemmensstraat 30             | 51° 01′ 34″ nord, 4° 28′ 05″ est | 1474                | Téléverser                    |
| (nl) Eenheidsbebouwing                                                               |                       |                                  | Mechelen          | Lemmensstraat 32             | 51° 01′ 34″ nord, 4° 28′ 05″ est | 1474                | Téléverser                    |
| (nl) Eenheidsbebouwing                                                               |                       |                                  | Mechelen          | Lemmensstraat 34             | 51° 01′ 34″ nord, 4° 28′ 05″ est | 1474                | Téléverser                    |
| (nl) Vierdeelbrug                                                                    |                       |                                  | Mechelen          | Leuvensesteenweg             | 51° 01′ 18″ nord, 4° 29′ 17″ est | 1475                | Téléverser                    |
| (nl) Huis met houten pui                                                             |                       |                                  | Mechelen          | Leuvensesteenweg 12          | 51° 01′ 15″ nord, 4° 29′ 22″ est | 1476                | Téléverser                    |
| (nl) Centrale Werkplaats Mechelen Arsenaal                                           | Oui                   |                                  | Mechelen          | Leuvensesteenweg 30          | 51° 01′ 04″ nord, 4° 29′ 19″ est | 1477                | Téléverser                    |
| (nl) Woning naar ontwerp van L. Demets                                               |                       |                                  | Mechelen          | Leuvensesteenweg 130         | 51° 01′ 00″ nord, 4° 29′ 48″ est | 1478                | Téléverser                    |
| (nl) Arresthuis                                                                      |                       |                                  | Mechelen          | Liersesteenweg 2             | 51° 02′ 03″ nord, 4° 29′ 03″ est | 1479                | Téléverser                    |
| (nl) Kazerne Luitenant-Generaal Baron Michel                                         |                       |                                  | Mechelen          | Liersesteenweg 4             | 51° 02′ 03″ nord, 4° 29′ 03″ est | 1480                | Téléverser                    |
| (nl) Woning van 1906                                                                 |                       |                                  | Mechelen          | Liersesteenweg 143           | 51° 02′ 15″ nord, 4° 28′ 51″ est | 1481                | Téléverser                    |
| (nl) Woning De Leeuw                                                                 |                       |                                  | Mechelen          | Liersesteenweg 386           | 51° 02′ 48″ nord, 4° 28′ 45″ est | 1482                | Téléverser                    |
| (nl) Kapel Onze-Lieve-Vrouw van Hanswijk                                             |                       |                                  | Mechelen          | Locomotiefstraat 17          | 51° 01′ 19″ nord, 4° 29′ 36″ est | 1483                | Téléverser                    |
| (nl) Art Decowoning                                                                  |                       |                                  | Mechelen          | Locomotiefstraat 127         | 51° 01′ 11″ nord, 4° 29′ 46″ est | 1484                | Téléverser                    |
| (nl) Steeg met arbeidershuizen                                                       |                       |                                  | Mechelen          | Mgr. Van Nuffelstraat 18     | 51° 01′ 38″ nord, 4° 28′ 07″ est | 1486                | Téléverser                    |
| (nl) Steeg met arbeidershuizen                                                       |                       |                                  | Mechelen          | Mgr. Van Nuffelstraat 20     | 51° 01′ 38″ nord, 4° 28′ 07″ est | 1486                | Téléverser                    |
| (nl) Steeg met arbeidershuizen                                                       |                       |                                  | Mechelen          | Mgr. Van Nuffelstraat 22     | 51° 01′ 38″ nord, 4° 28′ 07″ est | 1486                | Téléverser                    |
| (nl) Steeg met arbeidershuizen                                                       |                       |                                  | Mechelen          | Mgr. Van Nuffelstraat 24     | 51° 01′ 38″ nord, 4° 28′ 07″ est | 1486                | Téléverser                    |
| (nl) Steeg met arbeidershuizen                                                       |                       |                                  | Mechelen          | Mgr. Van Nuffelstraat 26     | 51° 01′ 38″ nord, 4° 28′ 07″ est | 1486                | Téléverser                    |
| (nl) Zes rijhuizen en één hoekhuis                                                   |                       |                                  | Mechelen          | Nattehofstraat 73            | 51° 01′ 40″ nord, 4° 27′ 52″ est | 1487                | Téléverser                    |
| (nl) Zes rijhuizen en één hoekhuis                                                   |                       |                                  | Mechelen          | Nattehofstraat 75            | 51° 01′ 40″ nord, 4° 27′ 52″ est | 1487                | Téléverser                    |
| (nl) Zes rijhuizen en één hoekhuis                                                   |                       |                                  | Mechelen          | Nattehofstraat 77            | 51° 01′ 40″ nord, 4° 27′ 52″ est | 1487                | Téléverser                    |
| (nl) Zes rijhuizen en één hoekhuis                                                   |                       |                                  | Mechelen          | Nattehofstraat 79            | 51° 01′ 40″ nord, 4° 27′ 52″ est | 1487                | Téléverser                    |
| (nl) Zes rijhuizen en één hoekhuis                                                   |                       |                                  | Mechelen          | Nattehofstraat 81            | 51° 01′ 40″ nord, 4° 27′ 52″ est | 1487                | Téléverser                    |
| (nl) Zes rijhuizen en één hoekhuis                                                   |                       |                                  | Mechelen          | Nattehofstraat 83            | 51° 01′ 40″ nord, 4° 27′ 52″ est | 1487                | Téléverser                    |
| (nl) Gebouw omgevormd tot kapel                                                      |                       |                                  | Mechelen          | Nekkerspoelstraat 6          | 51° 01′ 49″ nord, 4° 29′ 29″ est | 1488                | Téléverser                    |
| (nl) Speelgoedmuseum                                                                 |                       |                                  | Mechelen          | Nekkerspoelstraat 21         | 51° 01′ 51″ nord, 4° 29′ 27″ est | 1489                | Téléverser                    |
| (nl) Woning met winkelinrichting                                                     |                       |                                  | Mechelen          | Nekkerspoelstraat 31         | 51° 01′ 51″ nord, 4° 29′ 29″ est | 1490                | Téléverser                    |
| (nl) School en bibliotheek                                                           |                       |                                  | Mechelen          | Nekkerspoelstraat 74         | 51° 01′ 51″ nord, 4° 29′ 35″ est | 1491                | Téléverser                    |
| (nl) School en bibliotheek                                                           |                       |                                  | Mechelen          | Nekkerspoelstraat 76         | 51° 01′ 51″ nord, 4° 29′ 35″ est | 1491                | Téléverser                    |
| (nl) Woning, dubbelhuis                                                              |                       |                                  | Mechelen          | Nekkerspoelstraat 149        | 51° 01′ 53″ nord, 4° 29′ 46″ est | 1492                | Téléverser                    |
| (nl) Woning van 1877                                                                 |                       |                                  | Mechelen          | Nekkerspoelstraat 250        | 51° 01′ 54″ nord, 4° 30′ 00″ est | 1493                | Téléverser                    |
| (nl) Burgerhuis                                                                      |                       |                                  | Mechelen          | Nekkerspoelstraat 252        | 51° 01′ 55″ nord, 4° 30′ 01″ est | 1494                | Téléverser                    |
| (nl) Woning, dubbelhuis                                                              |                       |                                  | Mechelen          | Nekkerspoelstraat 268        | 51° 01′ 56″ nord, 4° 30′ 04″ est | 1495                | Téléverser                    |
| (nl) Herenhuis                                                                       |                       |                                  | Mechelen          | Nekkerspoelstraat 273        | 51° 01′ 58″ nord, 4° 30′ 01″ est | 1496                | Téléverser                    |
| (nl) Eenheidsbebouwing                                                               |                       |                                  | Mechelen          | Nekkerspoelstraat 343        | 51° 01′ 59″ nord, 4° 30′ 11″ est | 1497                | Téléverser                    |
| (nl) Eenheidsbebouwing                                                               |                       |                                  | Mechelen          | Nekkerspoelstraat 345        | 51° 01′ 59″ nord, 4° 30′ 11″ est | 1497                | Téléverser                    |
| (nl) Eenheidsbebouwing                                                               |                       |                                  | Mechelen          | Nekkerspoelstraat 347        | 51° 01′ 59″ nord, 4° 30′ 11″ est | 1497                | Téléverser                    |
| (nl) Eenheidsbebouwing                                                               |                       |                                  | Mechelen          | Nekkerspoelstraat 349        | 51° 01′ 59″ nord, 4° 30′ 11″ est | 1497                | Téléverser                    |
| (nl) Eenheidsbebouwing                                                               |                       |                                  | Mechelen          | Nekkerspoelstraat 351        | 51° 01′ 59″ nord, 4° 30′ 11″ est | 1497                | Téléverser                    |
| (nl) Eenheidsbebouwing                                                               |                       |                                  | Mechelen          | Nekkerspoelstraat 353        | 51° 01′ 59″ nord, 4° 30′ 11″ est | 1497                | Téléverser                    |
| (nl) Eenheidsbebouwing                                                               |                       |                                  | Mechelen          | Nekkerspoelstraat 355        | 51° 01′ 59″ nord, 4° 30′ 11″ est | 1497                | Téléverser                    |
| (nl) Dorpsherberg, thans twee woningen                                               |                       |                                  | Mechelen          | Nekkerspoelstraat 354        | 51° 01′ 58″ nord, 4° 30′ 18″ est | 1498                | Téléverser                    |
| (nl) Dorpsherberg, thans twee woningen                                               |                       |                                  | Mechelen          | Nekkerspoelstraat 356        | 51° 01′ 58″ nord, 4° 30′ 18″ est | 1498                | Téléverser                    |
| (nl) Woonstalhuis                                                                    |                       |                                  | Mechelen          | Nekkerspoelstraat 358        | 51° 01′ 57″ nord, 4° 30′ 18″ est | 1499                | Téléverser                    |
| (nl) Parochiekerk Sint-Libertus                                                      |                       |                                  | Mechelen          | Nekkerspoelstraat 360        | 51° 01′ 59″ nord, 4° 30′ 20″ est | 1500                | Téléverser                    |
| (nl) Pastorie                                                                        |                       |                                  | Mechelen          | Nekkerspoelstraat 362        | 51° 01′ 59″ nord, 4° 30′ 23″ est | 1501                | Téléverser                    |
| (nl) Fabriek en bijhorende huisvesting                                               |                       |                                  | Mechelen          | Nijverheidstraat 11          | 51° 02′ 02″ nord, 4° 29′ 44″ est | 1502                | Téléverser                    |
| (nl) Fabriek en bijhorende huisvesting                                               |                       |                                  | Mechelen          | Nijverheidstraat 13          | 51° 02′ 02″ nord, 4° 29′ 44″ est | 1502                | Téléverser                    |
| (nl) Fabriek en bijhorende huisvesting                                               |                       |                                  | Mechelen          | Nijverheidstraat 15          | 51° 02′ 02″ nord, 4° 29′ 44″ est | 1502                | Téléverser                    |
| (nl) Fabriek en bijhorende huisvesting                                               |                       |                                  | Mechelen          | Nijverheidstraat 17          | 51° 02′ 02″ nord, 4° 29′ 44″ est | 1502                | Téléverser                    |
| (nl) Fabriek en bijhorende huisvesting                                               |                       |                                  | Mechelen          | Nijverheidstraat 19          | 51° 02′ 02″ nord, 4° 29′ 44″ est | 1502                | Téléverser                    |
| (nl) Fabriek en bijhorende huisvesting                                               |                       |                                  | Mechelen          | Nijverheidstraat 21          | 51° 02′ 02″ nord, 4° 29′ 44″ est | 1502                | Téléverser                    |
| (nl) Fabriek en bijhorende huisvesting                                               |                       |                                  | Mechelen          | Nijverheidstraat 23          | 51° 02′ 02″ nord, 4° 29′ 44″ est | 1502                | Téléverser                    |
| (nl) Fabriek en bijhorende huisvesting                                               |                       |                                  | Mechelen          | Nijverheidstraat 25          | 51° 02′ 02″ nord, 4° 29′ 44″ est | 1502                | Téléverser                    |
| (nl) Fabriek en bijhorende huisvesting                                               |                       |                                  | Mechelen          | Nijverheidstraat 27          | 51° 02′ 02″ nord, 4° 29′ 44″ est | 1502                | Téléverser                    |
| (nl) Fabriek en bijhorende huisvesting                                               |                       |                                  | Mechelen          | Nijverheidstraat 29          | 51° 02′ 02″ nord, 4° 29′ 44″ est | 1502                | Téléverser                    |
| (nl) Fabriek en bijhorende huisvesting                                               |                       |                                  | Mechelen          | Nijverheidstraat 31          | 51° 02′ 02″ nord, 4° 29′ 44″ est | 1502                | Téléverser                    |
| (nl) Fabriek en bijhorende huisvesting                                               |                       |                                  | Mechelen          | Nijverheidstraat 33          | 51° 02′ 02″ nord, 4° 29′ 44″ est | 1502                | Téléverser                    |
| (nl) Fabriek en bijhorende huisvesting                                               |                       |                                  | Mechelen          | Nijverheidstraat 35          | 51° 02′ 02″ nord, 4° 29′ 44″ est | 1502                | Téléverser                    |
| (nl) Fabriek en bijhorende huisvesting                                               |                       |                                  | Mechelen          | Nijverheidstraat 37          | 51° 02′ 02″ nord, 4° 29′ 44″ est | 1502                | Téléverser                    |
| (nl) Fabriek en bijhorende huisvesting                                               |                       |                                  | Mechelen          | Nijverheidstraat 39          | 51° 02′ 02″ nord, 4° 29′ 44″ est | 1502                | Téléverser                    |
| (nl) Fabriek en bijhorende huisvesting                                               |                       |                                  | Mechelen          | Nijverheidstraat 41          | 51° 02′ 02″ nord, 4° 29′ 44″ est | 1502                | Téléverser                    |
| (nl) Fabriek en bijhorende huisvesting                                               |                       |                                  | Mechelen          | Nijverheidstraat 43          | 51° 02′ 02″ nord, 4° 29′ 44″ est | 1502                | Téléverser                    |
| (nl) Fabriek en bijhorende huisvesting                                               |                       |                                  | Mechelen          | Nijverheidstraat 45          | 51° 02′ 02″ nord, 4° 29′ 44″ est | 1502                | Téléverser                    |
| (nl) Fabriek en bijhorende huisvesting                                               |                       |                                  | Mechelen          | Nijverheidstraat 5           | 51° 02′ 02″ nord, 4° 29′ 44″ est | 1502                | Téléverser                    |
| (nl) Fabriek en bijhorende huisvesting                                               |                       |                                  | Mechelen          | Nijverheidstraat 7           | 51° 02′ 02″ nord, 4° 29′ 44″ est | 1502                | Téléverser                    |
| (nl) Fabriek en bijhorende huisvesting                                               |                       |                                  | Mechelen          | Nijverheidstraat 9           | 51° 02′ 02″ nord, 4° 29′ 44″ est | 1502                | Téléverser                    |
| (nl) Eclectische woning                                                              |                       |                                  | Mechelen          | Nijverheidstraat 42          | 51° 02′ 02″ nord, 4° 29′ 44″ est | 1503                | Téléverser                    |
| (nl) Spoorwegbrug                                                                    |                       |                                  | Mechelen          | Ontvoeringsplein             | 51° 01′ 44″ nord, 4° 29′ 24″ est | 1505                | Téléverser                    |
| (nl) Station Nekkerspoel                                                             | Oui                   |                                  | Mechelen          | Ontvoeringsplein 12          | 51° 01′ 48″ nord, 4° 29′ 23″ est | 1506                | Téléverser                    |
| (nl) Burgerhuis Mona Lisa                                                            |                       |                                  | Mechelen          | Oscar Van Kesbeeckstraat 102 | 51° 02′ 22″ nord, 4° 28′ 22″ est | 1507                | Téléverser                    |
| (nl) Bewaarde molenromp                                                              |                       |                                  | Mechelen          | Oude Antwerpsebaan 40        | 51° 02′ 29″ nord, 4° 28′ 11″ est | 1508                | Téléverser                    |
| (nl) Café De Lusthof                                                                 |                       |                                  | Mechelen          | Oude Antwerpsebaan 190       | 51° 02′ 40″ nord, 4° 27′ 44″ est | 1509                | Téléverser                    |
| (nl) Woning met winkelpui                                                            |                       |                                  | Mechelen          | Oude Liersebaan 16           | 51° 02′ 12″ nord, 4° 28′ 36″ est | 1510                | Téléverser                    |
| (nl) Woning van 1931                                                                 |                       |                                  | Mechelen          | Paardenkerkhofstraat 193     | 51° 02′ 02″ nord, 4° 30′ 08″ est | 1511                | Téléverser                    |
| (nl) Tuinmuur en bijgebouwen Papenhof                                                |                       |                                  | Mechelen          | Papenhofdreef 57             | 51° 02′ 09″ nord, 4° 29′ 54″ est | 1512                | Téléverser                    |
| (nl) Brouwerij-mouterij Versailles (voormalige)                                      | Oui                   |                                  | Mechelen          | Polderstraat                 | 51° 01′ 50″ nord, 4° 27′ 59″ est | 1513                | Téléverser                    |
| (nl) Burgerhuis                                                                      | Oui                   |                                  | Mechelen          | Populierendreef 31           | 51° 02′ 00″ nord, 4° 29′ 12″ est | 1514                | Téléverser                    |
| (nl) Burgerhuis                                                                      |                       |                                  | Mechelen          | Populierendreef 59           | 51° 02′ 03″ nord, 4° 29′ 13″ est | 1515                | Téléverser                    |
| (nl) Hoekpand in Nieuwe Zakelijkheid                                                 |                       |                                  | Mechelen          | Posthoornstraat 1            | 51° 01′ 10″ nord, 4° 28′ 25″ est | 1516                | Téléverser                    |
| (nl) Eclectische woning                                                              |                       |                                  | Mechelen          | Putsesteenweg 64             | 51° 02′ 04″ nord, 4° 30′ 46″ est | 1517                | Téléverser                    |
| (nl) Steeg                                                                           |                       |                                  | Mechelen          | Rembert Dodoensstraat 29     | 51° 01′ 14″ nord, 4° 28′ 11″ est | 1518                | Téléverser                    |
| (nl) Steeg                                                                           |                       |                                  | Mechelen          | Rembert Dodoensstraat 31     | 51° 01′ 14″ nord, 4° 28′ 11″ est | 1518                | Téléverser                    |
| (nl) Steeg                                                                           |                       |                                  | Mechelen          | Rembert Dodoensstraat 33     | 51° 01′ 14″ nord, 4° 28′ 11″ est | 1518                | Téléverser                    |
| (nl) Steeg                                                                           |                       |                                  | Mechelen          | Rembert Dodoensstraat 35     | 51° 01′ 14″ nord, 4° 28′ 11″ est | 1518                | Téléverser                    |
| (nl) Stedelijke badinrichting                                                        | Oui                   |                                  | Mechelen          | Rode-Kruisplein 1            | 51° 02′ 00″ nord, 4° 28′ 14″ est | 1519                | (nl) Stedelijke badinrichting |
| (nl) Eenheidsbebouwing                                                               |                       |                                  | Mechelen          | Scheldeplein 1               | 51° 02′ 31″ nord, 4° 28′ 11″ est | 1520                | Téléverser                    |
| (nl) Eenheidsbebouwing                                                               |                       |                                  | Mechelen          | Scheldeplein 2               | 51° 02′ 31″ nord, 4° 28′ 11″ est | 1520                | Téléverser                    |
| (nl) Eenheidsbebouwing                                                               |                       |                                  | Mechelen          | Scheldeplein 3               | 51° 02′ 31″ nord, 4° 28′ 11″ est | 1520                | Téléverser                    |
| (nl) Eenheidsbebouwing                                                               |                       |                                  | Mechelen          | Scheldeplein 4               | 51° 02′ 31″ nord, 4° 28′ 11″ est | 1520                | Téléverser                    |
| (nl) Woningen                                                                        |                       |                                  | Mechelen          | Schijfstraat 68              | 51° 02′ 21″ nord, 4° 28′ 34″ est | 1521                | Téléverser                    |
| (nl) Woningen                                                                        |                       |                                  | Mechelen          | Schijfstraat 70              | 51° 02′ 21″ nord, 4° 28′ 33″ est | 1521                | Téléverser                    |
| (nl) Woningen                                                                        |                       |                                  | Mechelen          | Schijfstraat 72              | 51° 02′ 21″ nord, 4° 28′ 34″ est | 1521                | Téléverser                    |
| (nl) Woning Molenhof                                                                 |                       |                                  | Mechelen          | Schijfstraat 103             | 51° 02′ 22″ nord, 4° 28′ 30″ est | 1522                | Téléverser                    |
| (nl) Rustoord De Schijf                                                              |                       |                                  | Mechelen          | Schijfstraat 117             | 51° 02′ 23″ nord, 4° 28′ 29″ est | 1523                | Téléverser                    |
| (nl) Rustoord De Schijf                                                              |                       |                                  | Mechelen          | Schijfstraat 119             | 51° 02′ 23″ nord, 4° 28′ 29″ est | 1523                | Téléverser                    |
| (nl) Rustoord De Schijf                                                              |                       |                                  | Mechelen          | Schijfstraat 121             | 51° 02′ 23″ nord, 4° 28′ 29″ est | 1523                | Téléverser                    |
| (nl) Rustoord De Schijf                                                              |                       |                                  | Mechelen          | Schijfstraat 123             | 51° 02′ 23″ nord, 4° 28′ 29″ est | 1523                | Téléverser                    |
| (nl) Rustoord De Schijf                                                              |                       |                                  | Mechelen          | Schijfstraat 125             | 51° 02′ 23″ nord, 4° 28′ 29″ est | 1523                | Téléverser                    |
| (nl) Rustoord De Schijf                                                              |                       |                                  | Mechelen          | Schijfstraat 127             | 51° 02′ 23″ nord, 4° 28′ 29″ est | 1523                | Téléverser                    |
| (nl) Rustoord De Schijf                                                              |                       |                                  | Mechelen          | Schijfstraat 129             | 51° 02′ 23″ nord, 4° 28′ 29″ est | 1523                | Téléverser                    |
| (nl) Rustoord De Schijf                                                              |                       |                                  | Mechelen          | Schijfstraat 131             | 51° 02′ 23″ nord, 4° 28′ 29″ est | 1523                | Téléverser                    |
| (nl) Rustoord De Schijf                                                              |                       |                                  | Mechelen          | Schijfstraat 139             | 51° 02′ 23″ nord, 4° 28′ 29″ est | 1523                | Téléverser                    |
| (nl) Rustoord De Schijf                                                              |                       |                                  | Mechelen          | Schijfstraat 141             | 51° 02′ 23″ nord, 4° 28′ 29″ est | 1523                | Téléverser                    |
| (nl) Rustoord De Schijf                                                              |                       |                                  | Mechelen          | Schijfstraat 143             | 51° 02′ 23″ nord, 4° 28′ 29″ est | 1523                | Téléverser                    |
| (nl) Rustoord De Schijf                                                              |                       |                                  | Mechelen          | Schijfstraat 147             | 51° 02′ 23″ nord, 4° 28′ 29″ est | 1523                | Téléverser                    |
| (nl) Rustoord De Schijf                                                              |                       |                                  | Mechelen          | Schijfstraat 149             | 51° 02′ 23″ nord, 4° 28′ 29″ est | 1523                | Téléverser                    |
| (nl) Rustoord De Schijf                                                              |                       |                                  | Mechelen          | Schijfstraat 151             | 51° 02′ 23″ nord, 4° 28′ 29″ est | 1523                | Téléverser                    |
| (nl) Rustoord De Schijf                                                              |                       |                                  | Mechelen          | Schijfstraat 153             | 51° 02′ 23″ nord, 4° 28′ 29″ est | 1523                | Téléverser                    |
| (nl) Rustoord De Schijf                                                              |                       |                                  | Mechelen          | Schijfstraat 155             | 51° 02′ 23″ nord, 4° 28′ 29″ est | 1523                | Téléverser                    |
| (nl) Rustoord De Schijf                                                              |                       |                                  | Mechelen          | Schijfstraat 157             | 51° 02′ 23″ nord, 4° 28′ 29″ est | 1523                | Téléverser                    |
| (nl) Rustoord De Schijf                                                              |                       |                                  | Mechelen          | Schijfstraat 165             | 51° 02′ 23″ nord, 4° 28′ 29″ est | 1523                | Téléverser                    |
| (nl) Rustoord De Schijf                                                              |                       |                                  | Mechelen          | Schijfstraat 167             | 51° 02′ 23″ nord, 4° 28′ 29″ est | 1523                | Téléverser                    |
| (nl) Rustoord De Schijf                                                              |                       |                                  | Mechelen          | Schijfstraat 169             | 51° 02′ 23″ nord, 4° 28′ 29″ est | 1523                | Téléverser                    |
| (nl) Rustoord De Schijf                                                              |                       |                                  | Mechelen          | Schijfstraat 171             | 51° 02′ 23″ nord, 4° 28′ 29″ est | 1523                | Téléverser                    |
| (nl) Rustoord De Schijf                                                              |                       |                                  | Mechelen          | Schijfstraat 173             | 51° 02′ 23″ nord, 4° 28′ 29″ est | 1523                | Téléverser                    |
| (nl) Rustoord De Schijf                                                              |                       |                                  | Mechelen          | Schijfstraat 181             | 51° 02′ 23″ nord, 4° 28′ 29″ est | 1523                | Téléverser                    |
| (nl) Rustoord De Schijf                                                              |                       |                                  | Mechelen          | Schijfstraat 183             | 51° 02′ 23″ nord, 4° 28′ 29″ est | 1523                | Téléverser                    |
| (nl) Rustoord De Schijf                                                              |                       |                                  | Mechelen          | Schijfstraat 185             | 51° 02′ 23″ nord, 4° 28′ 29″ est | 1523                | Téléverser                    |
| (nl) Rustoord De Schijf                                                              |                       |                                  | Mechelen          | Schijfstraat 187             | 51° 02′ 23″ nord, 4° 28′ 29″ est | 1523                | Téléverser                    |
| (nl) Rustoord De Schijf                                                              |                       |                                  | Mechelen          | Schijfstraat 189             | 51° 02′ 23″ nord, 4° 28′ 29″ est | 1523                | Téléverser                    |
| (nl) Rustoord De Schijf                                                              |                       |                                  | Mechelen          | Schijfstraat 191             | 51° 02′ 23″ nord, 4° 28′ 29″ est | 1523                | Téléverser                    |
| (nl) Rustoord De Schijf                                                              |                       |                                  | Mechelen          | Schijfstraat 193             | 51° 02′ 23″ nord, 4° 28′ 29″ est | 1523                | Téléverser                    |
| (nl) Rustoord De Schijf                                                              |                       |                                  | Mechelen          | Schijfstraat 197             | 51° 02′ 23″ nord, 4° 28′ 29″ est | 1523                | Téléverser                    |
| (nl) Rustoord De Schijf                                                              |                       |                                  | Mechelen          | Schijfstraat 199             | 51° 02′ 23″ nord, 4° 28′ 29″ est | 1523                | Téléverser                    |
| (nl) Rustoord De Schijf                                                              |                       |                                  | Mechelen          | Schijfstraat 201             | 51° 02′ 23″ nord, 4° 28′ 29″ est | 1523                | Téléverser                    |
| (nl) Rustoord De Schijf                                                              |                       |                                  | Mechelen          | Schijfstraat 205             | 51° 02′ 23″ nord, 4° 28′ 29″ est | 1523                | Téléverser                    |
| (nl) Rustoord De Schijf                                                              |                       |                                  | Mechelen          | Schijfstraat 207             | 51° 02′ 23″ nord, 4° 28′ 29″ est | 1523                | Téléverser                    |
| (nl) Rustoord De Schijf                                                              |                       |                                  | Mechelen          | Schijfstraat 209             | 51° 02′ 23″ nord, 4° 28′ 29″ est | 1523                | Téléverser                    |
| (nl) Rustoord De Schijf                                                              |                       |                                  | Mechelen          | Schijfstraat 211             | 51° 02′ 23″ nord, 4° 28′ 29″ est | 1523                | Téléverser                    |
| (nl) Rustoord De Schijf                                                              |                       |                                  | Mechelen          | Schijfstraat 213             | 51° 02′ 23″ nord, 4° 28′ 29″ est | 1523                | Téléverser                    |
| (nl) Villa Henrietta                                                                 |                       |                                  | Mechelen          | Sint-Gommarusstraat 1        | 51° 01′ 57″ nord, 4° 29′ 16″ est | 1524                | Téléverser                    |
| (nl) Vrijstaande tweegezinswoning                                                    |                       |                                  | Mechelen          | Sint-Gommarusstraat 3        | 51° 01′ 57″ nord, 4° 29′ 16″ est | 1525                | Téléverser                    |
| (nl) Vrijstaande tweegezinswoning                                                    |                       |                                  | Mechelen          | Sint-Gommarusstraat 5        | 51° 01′ 57″ nord, 4° 29′ 16″ est | 1525                | Téléverser                    |
| (nl) Woning van 1903                                                                 |                       |                                  | Mechelen          | Sint-Gommarusstraat 9        | 51° 01′ 58″ nord, 4° 29′ 16″ est | 1526                | Téléverser                    |
| (nl) Sint-Jan- Berchmansschool                                                       | Oui                   |                                  | Mechelen          | Sint-Jan-Berchmansstraat 1   | 51° 01′ 07″ nord, 4° 28′ 25″ est | 1527                | Téléverser                    |
| (nl) Pastorie Sint-Jan Berchmans                                                     |                       |                                  | Mechelen          | Sint-Jan-Berchmansstraat 18  | 51° 01′ 05″ nord, 4° 28′ 24″ est | 1528                | Téléverser                    |
| (nl) Herenhuis in eclectische stijl                                                  |                       |                                  | Mechelen          | Sint-Jan-Berchmansstraat 27  | 51° 01′ 04″ nord, 4° 28′ 29″ est | 1529                | Téléverser                    |
| (nl) Herenhuis in neoclassicistische stijl                                           |                       |                                  | Mechelen          | Slachthuislaan 26            | 51° 02′ 42″ nord, 4° 27′ 46″ est | 1530                | Téléverser                    |
| (nl) Woonstalhuis                                                                    |                       |                                  | Mechelen          | Stuivenbergbaan 163          | 51° 01′ 37″ nord, 4° 26′ 44″ est | 1531                | Téléverser                    |
| (nl) Tweegezinswoningen                                                              | Oui                   |                                  | Mechelen          | Stuivenbergvaart 22          | 51° 01′ 18″ nord, 4° 28′ 13″ est | 1532                | Téléverser                    |
| (nl) Tweegezinswoningen                                                              | Oui                   |                                  | Mechelen          | Stuivenbergvaart 23          | 51° 01′ 18″ nord, 4° 28′ 13″ est | 1532                | Téléverser                    |
| (nl) Tweegezinswoningen                                                              | Oui                   |                                  | Mechelen          | Stuivenbergvaart 24          | 51° 01′ 18″ nord, 4° 28′ 13″ est | 1532                | Téléverser                    |
| (nl) Tweegezinswoningen                                                              | Oui                   |                                  | Mechelen          | Stuivenbergvaart 25          | 51° 01′ 18″ nord, 4° 28′ 13″ est | 1532                | Téléverser                    |
| (nl) Tweegezinswoningen                                                              | Oui                   |                                  | Mechelen          | Stuivenbergvaart 33          | 51° 01′ 18″ nord, 4° 28′ 13″ est | 1532                | Téléverser                    |
| (nl) Tweegezinswoningen                                                              | Oui                   |                                  | Mechelen          | Stuivenbergvaart 34          | 51° 01′ 18″ nord, 4° 28′ 13″ est | 1532                | Téléverser                    |
| (nl) Woning in Nieuwe Zakelijkheid                                                   | Oui                   |                                  | Mechelen          | Stuivenbergvaart 26          | 51° 01′ 19″ nord, 4° 28′ 11″ est | 1533                | Téléverser                    |
| (nl) Hoekcomplex                                                                     | Oui                   |                                  | Mechelen          | Stuivenbergvaart 30          | 51° 01′ 20″ nord, 4° 28′ 09″ est | 1534                | Téléverser                    |
| (nl) Hoekcomplex                                                                     | Oui                   |                                  | Mechelen          | Stuivenbergvaart 32          | 51° 01′ 20″ nord, 4° 28′ 09″ est | 1534                | Téléverser                    |
| (nl) Woning in Nieuwe Zakelijkheid                                                   |                       |                                  | Mechelen          | Stuivenbergvaart 152         | 51° 01′ 51″ nord, 4° 27′ 20″ est | 1535                | Téléverser                    |
| (nl) Hulpkerk Huize ter Hert                                                         |                       |                                  | Mechelen          | Ter Hertstraat               | 51° 02′ 47″ nord, 4° 28′ 39″ est | 1536                | Téléverser                    |
| (nl) Coloma-Instituut (Secundair en Hoger Onderwijs)                                 |                       |                                  | Mechelen          | Colomalaan 1                 | 51° 00′ 50″ nord, 4° 28′ 49″ est | 1537                | Téléverser                    |
| (nl) Coloma-Instituut (Secundair en Hoger Onderwijs)                                 |                       |                                  | Mechelen          | Tervuursesteenweg 14         | 51° 00′ 50″ nord, 4° 28′ 49″ est | 1537                | Téléverser                    |
| (nl) Woning, dubbelhuis                                                              |                       |                                  | Mechelen          | Tervuursesteenweg 14         | 51° 00′ 47″ nord, 4° 28′ 51″ est | 1538                | Téléverser                    |
| (nl) Pastorie                                                                        |                       |                                  | Mechelen          | Tervuursesteenweg 18         | 51° 00′ 46″ nord, 4° 29′ 00″ est | 1539                | Téléverser                    |
| (nl) Parochiekerk Sint-Jozef-Coloma                                                  | Oui                   |                                  | Mechelen          | Tervuursesteenweg 20         | 51° 00′ 46″ nord, 4° 28′ 58″ est | 1540                | Téléverser                    |
| (nl) Vrijstaande woning                                                              |                       |                                  | Mechelen          | 't Leitje 23                 | 51° 01′ 48″ nord, 4° 29′ 34″ est | 1541                | Téléverser                    |
| (nl) Tolhuis                                                                         | Oui                   |                                  | Mechelen          | Tolhuisstraat 22             | 51° 02′ 24″ nord, 4° 26′ 59″ est | 1542                | Téléverser                    |
| (nl) School                                                                          |                       |                                  | Mechelen          | Veldenstraat 26              | 51° 01′ 04″ nord, 4° 28′ 17″ est | 1543                | Téléverser                    |
| (nl) Basisschool Sint-Jozef-Coloma                                                   |                       |                                  | Mechelen          | Vredestraat 40               | 51° 00′ 43″ nord, 4° 29′ 03″ est | 1544                | Téléverser                    |
| (nl) Woon- / werkhuis                                                                |                       |                                  | Mechelen          | Vrijgeweidestraat 21         | 51° 01′ 20″ nord, 4° 28′ 04″ est | 1545                | Téléverser                    |
| (nl) Hoekhuis                                                                        |                       |                                  | Mechelen          | Vrijgeweidestraat 26         | 51° 01′ 21″ nord, 4° 28′ 01″ est | 1546                | Téléverser                    |
| (nl) Drie boerenarbeidershuisjes                                                     |                       |                                  | Mechelen          | Warandestraat 3              | 51° 02′ 10″ nord, 4° 25′ 35″ est | 1547                | Téléverser                    |
| (nl) Drie boerenarbeidershuisjes                                                     |                       |                                  | Mechelen          | Warandestraat 5              | 51° 02′ 10″ nord, 4° 25′ 35″ est | 1547                | Téléverser                    |
| (nl) Drie boerenarbeidershuisjes                                                     |                       |                                  | Mechelen          | Warandestraat 7              | 51° 02′ 10″ nord, 4° 25′ 35″ est | 1547                | Téléverser                    |
| (nl) Pastorie                                                                        |                       |                                  | Mechelen          | Wolverbosstraat 23           | 51° 02′ 27″ nord, 4° 26′ 40″ est | 1548                | Téléverser                    |
| (nl) Vrije Gemengde Basisschool                                                      |                       |                                  | Mechelen          | Wolverbosstraat 25           | 51° 02′ 25″ nord, 4° 26′ 41″ est | 1549                | Téléverser                    |
| (nl) Parochiekerk Sint-Jozef                                                         |                       |                                  | Mechelen          | Wolverbosstraat 42           | 51° 02′ 27″ nord, 4° 26′ 37″ est | 1550                | Téléverser                    |